# Elezioni presidenziali negli Stati Uniti d'America del 1868
Le elezioni presidenziali negli Stati Uniti d'America del 1868 furono la 21ª tornata elettorale quadriennale; si svolsero martedì 3 novembre. Si trattò delle prime elezioni presidenziali avvenute dopo la fine della guerra di secessione, in quel periodo indicato storicamente sotto la denominazione di Era della Ricostruzione; poiché tre degli ex Stati Confederati d'America (Texas, Mississippi e Virginia) non erano ancora stati ripristinati nell'Unione, i loro elettori non poterono esprimere alcuna preferenza.
Il presidente in carica Andrew Johnson, che aveva assunto la funzione nel 1865 a seguito dell'assassinio di Abraham Lincoln, si rivelò nel prosieguo della propria amministrazione assai impopolare, tanto che non ricevette la Nomination democratica; nel corso del 1868 la presidenza di Andrew Johnson riuscì ad alienarsi una buona parte dei suoi sostenitori e dovette subire anche un procedimento d'impeachment da parte del Congresso. Pur potendo alla fine mantenere la sua carica, il suo governo rimase paralizzato.
Dopo numerose votazioni i delegati del Partito Democratico scelsero l'ex governatore di New York Horatio Seymour come loro candidato; il suo rivale fu il Comandante generale dell'esercito statunitense Ulysses S. Grant proposto per acclamazione dal Partito Repubblicano. Grant rappresentava uno degli uomini allora più popolari del Nord a causa del forte impegno profuso per concludere con successo la guerra civile a favore dell'Unione.
Anche se Seymour venne travolto nella conta dei grandi elettori del Collegio elettorale ebbe comunque la possibilità di dare al vincitore del filo da torcere per quanto riguarda i voti popolari. Oltre alla risposta positiva avuta dal suo appello in tutto il Nord, Grant poté largamente beneficiare dei voti dei liberti afroamericani nel Sud, mentre il temporaneo disaccordo politico esistente tra molti bianchi meridionali aiutò a sua volta ad ampliare lo scarto della vittoria.
Queste si segnalarono per essere le prime elezioni in cui gli ex schiavi poterono esprimere il proprio diritto di voto in tutti gli Stati del Nord e in quelli ricostituiti negli Stati Uniti meridionali, in conformità con la prima delle "leggi della Ricostruzione". Tranne che in Florida, si utilizzarono dappertutto votazioni popolari per poter determinare i relativi voti elettorali del collegio.
Nella mappa a lato il colore rosso indica gli stati vinti da Grant/Colfax, il blu quelli vinti da Seymour/Blair, il verde quegli Stati che non erano ancora stati ripristinati nell'Unione e che pertanto non erano ammessi a votare. I numeri indicano il numero di voti elettorali assegnati a ciascuno Stato.

## Contesto

### Candidature

#### Repubblicani
Nel 1868 i repubblicani si sentirono abbastanza forti da abbandonare la coalizione delle elezioni presidenziali del 1864 sotto il nome di "National Union Party", ma vollero nominare un eroe popolare come loro candidato presidente. Presumevano che i democratici riuscissero a vincere in popolosi Stati del Nord con un gran numero di grandi elettori.

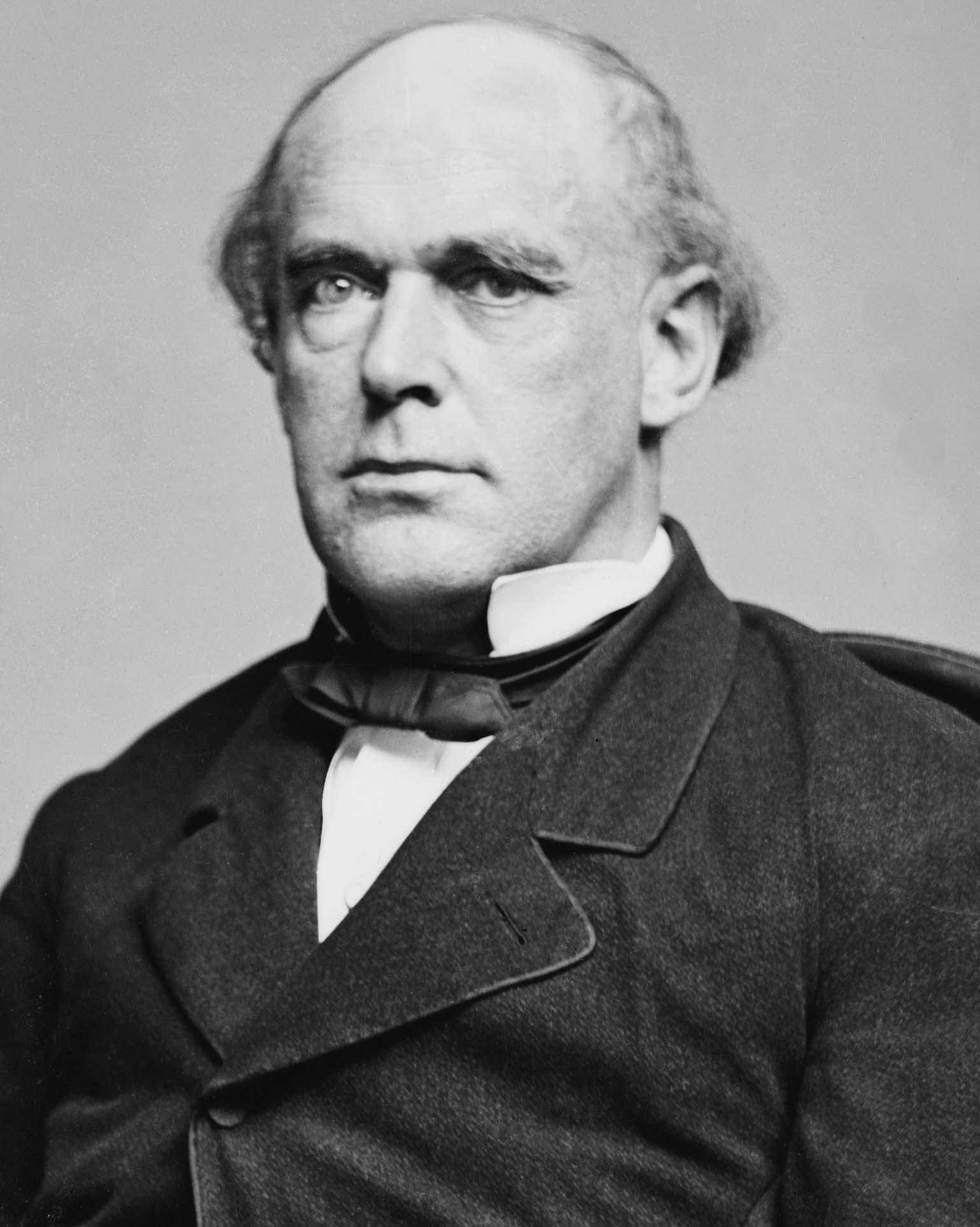
Presidente della Corte suprema USA Salmon P. Chase dell'Ohio
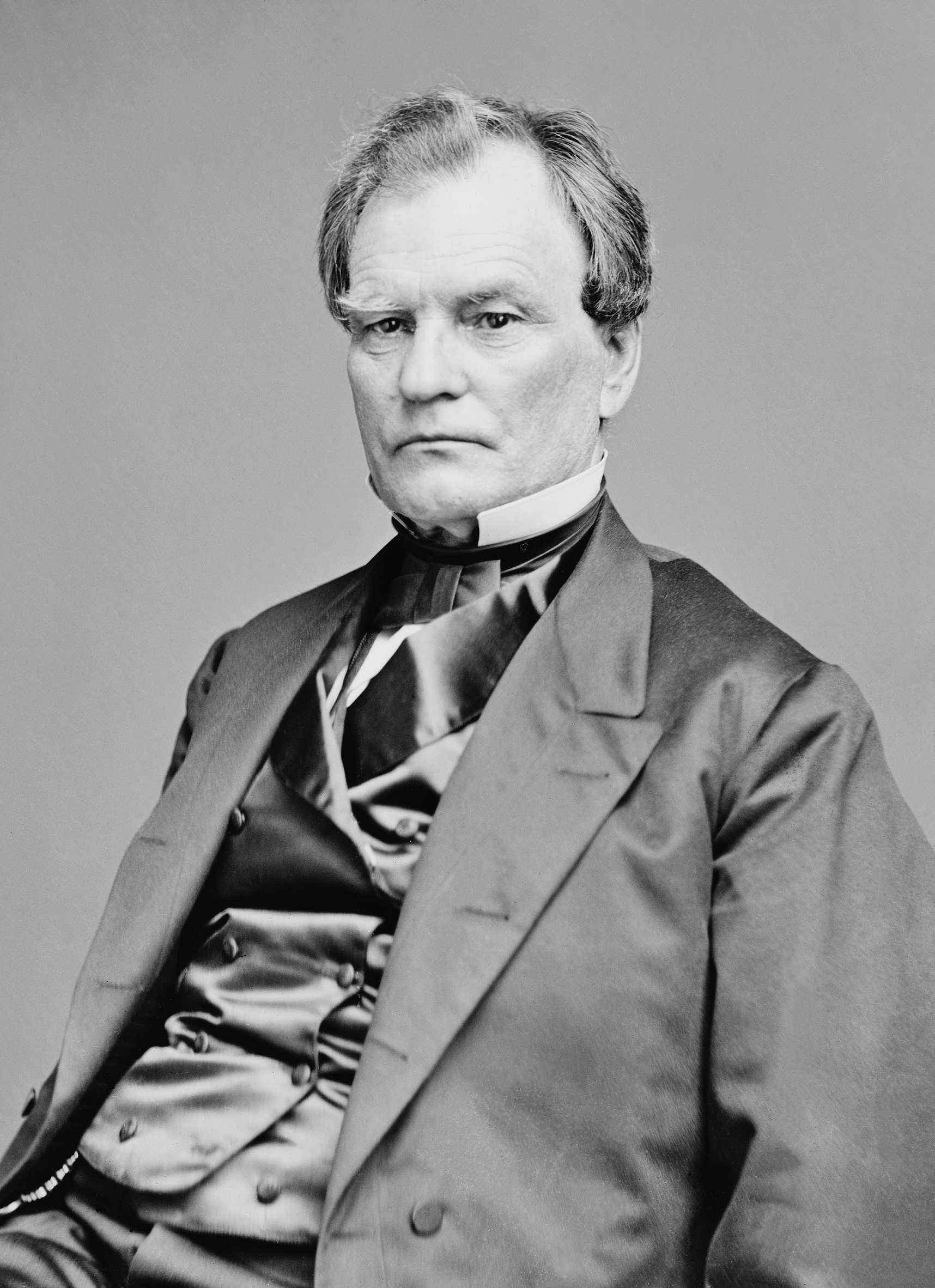
Senatore Benjamin Wade dell'Ohio

Il generale Grant annunziò pubblicamente di aderire agli scopi del Partito e tanto fu l'entusiasmo che fu scelto all'unanimità, in occasione del primo voto, alla Convention nazionale tenutasi al "Crosby's Opera House" di Chicago il 20 e 21 maggio.
| Votazioni per la presidenza |     |
| Votazione                   | 1°  |
| Ulysses S. Grant            | 650 |

Grant costituiva il candidato ideale per i repubblicani, un eroe nazionale per le imprese compiute in guerra; in più era alla sua prima esperienza politica per cui, con molta probabilità, come presidente avrebbe seguito le indicazioni dei leader congressuali.
| Candidato        | Origini                                        | Ufficio                                                       | Stato | Delegati |
| ---------------- | ---------------------------------------------- | ------------------------------------------------------------- | ----- | -------- |
| Ulysses S. Grant | 27 aprile 1822 (46 anni) Point Pleasant (Ohio) | 6° Comandante generale dell'esercito statunitense (1864–1869) | Ohio  | 650      |

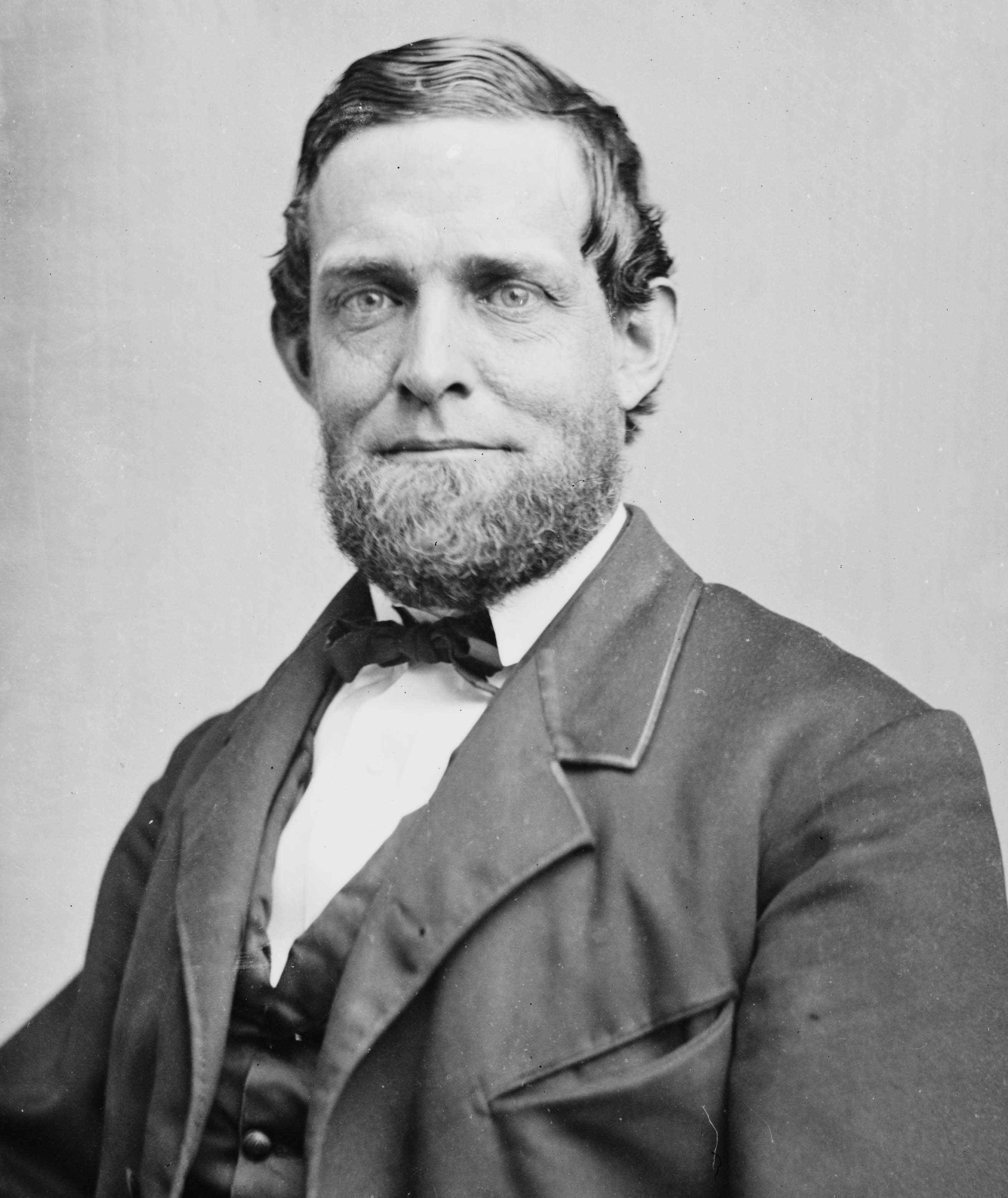
Schuyler Colfax per l'Indiana
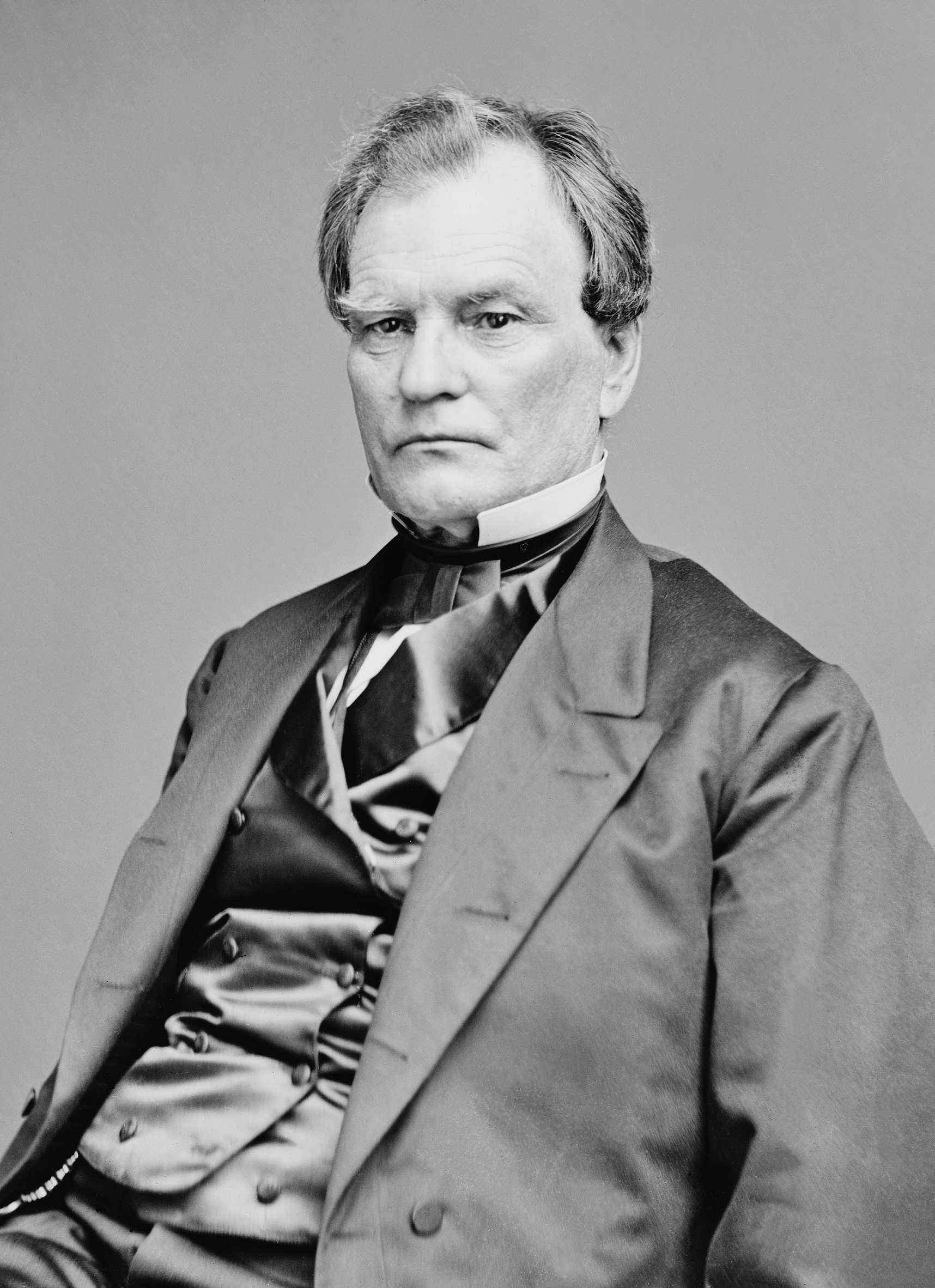
Benjamin Wade per l'Ohio
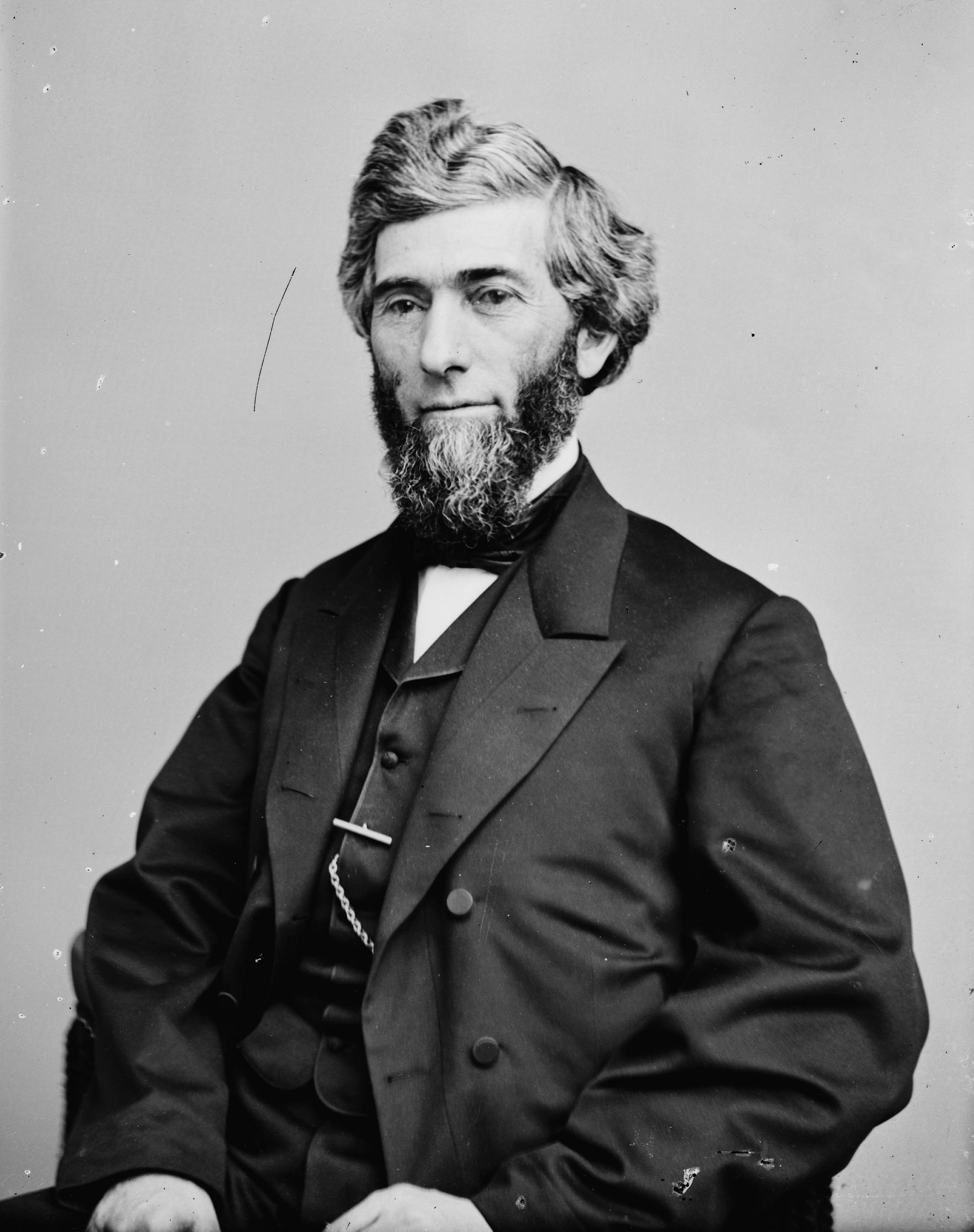
Reuben Fenton per lo Stato di New York
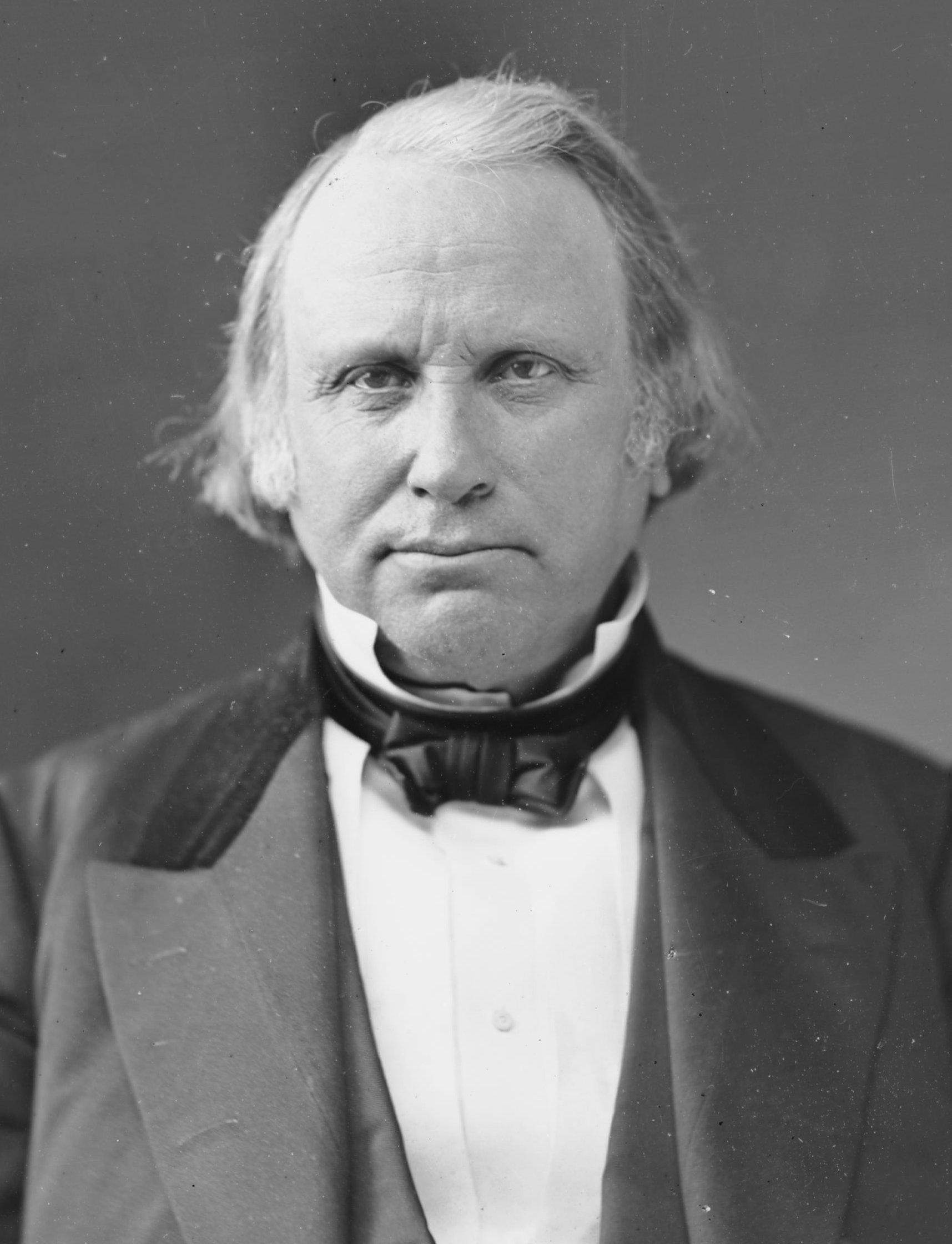
Henry Wilson per il Massachusetts
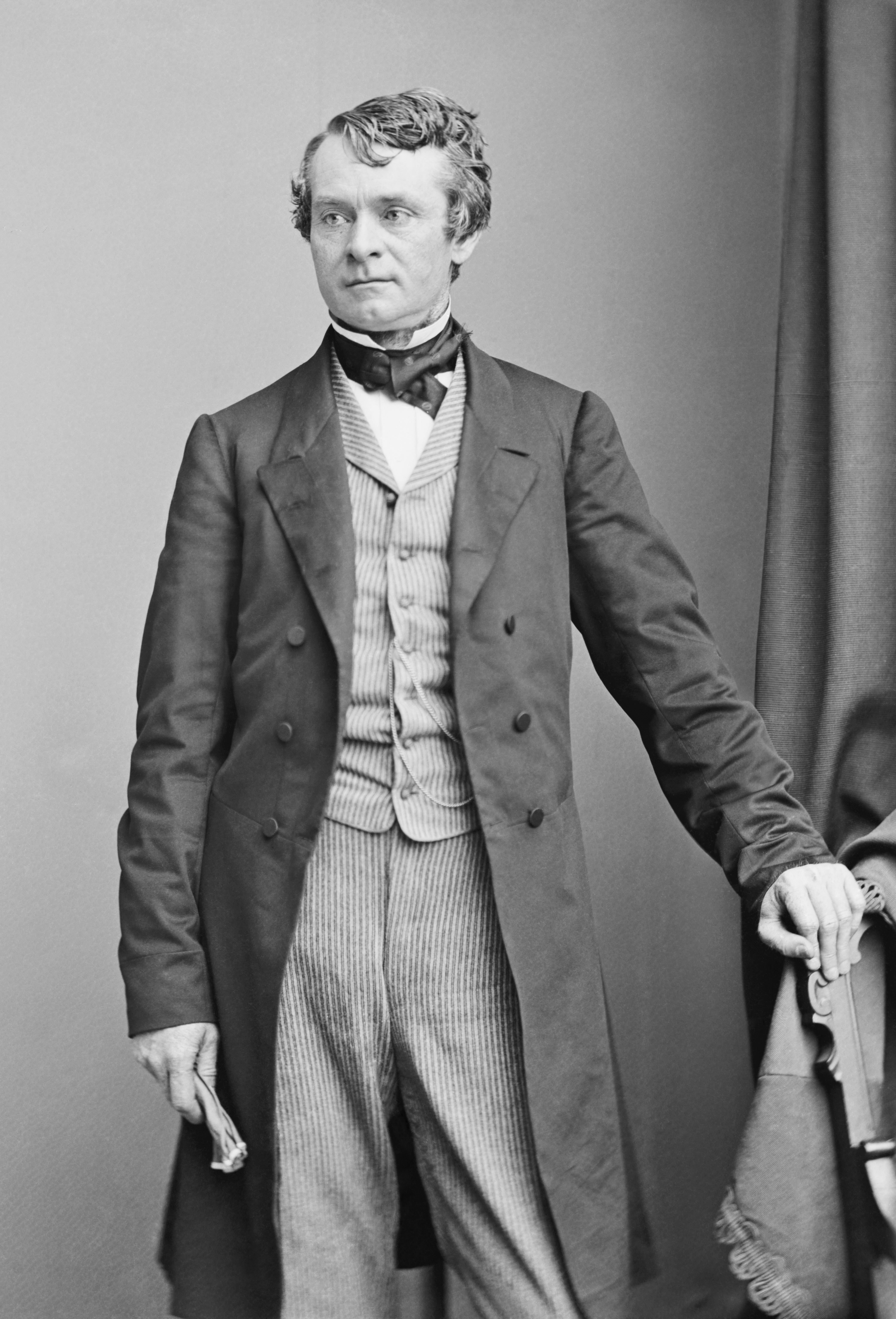
Andrew Gregg Curtin per la Pennsylvania
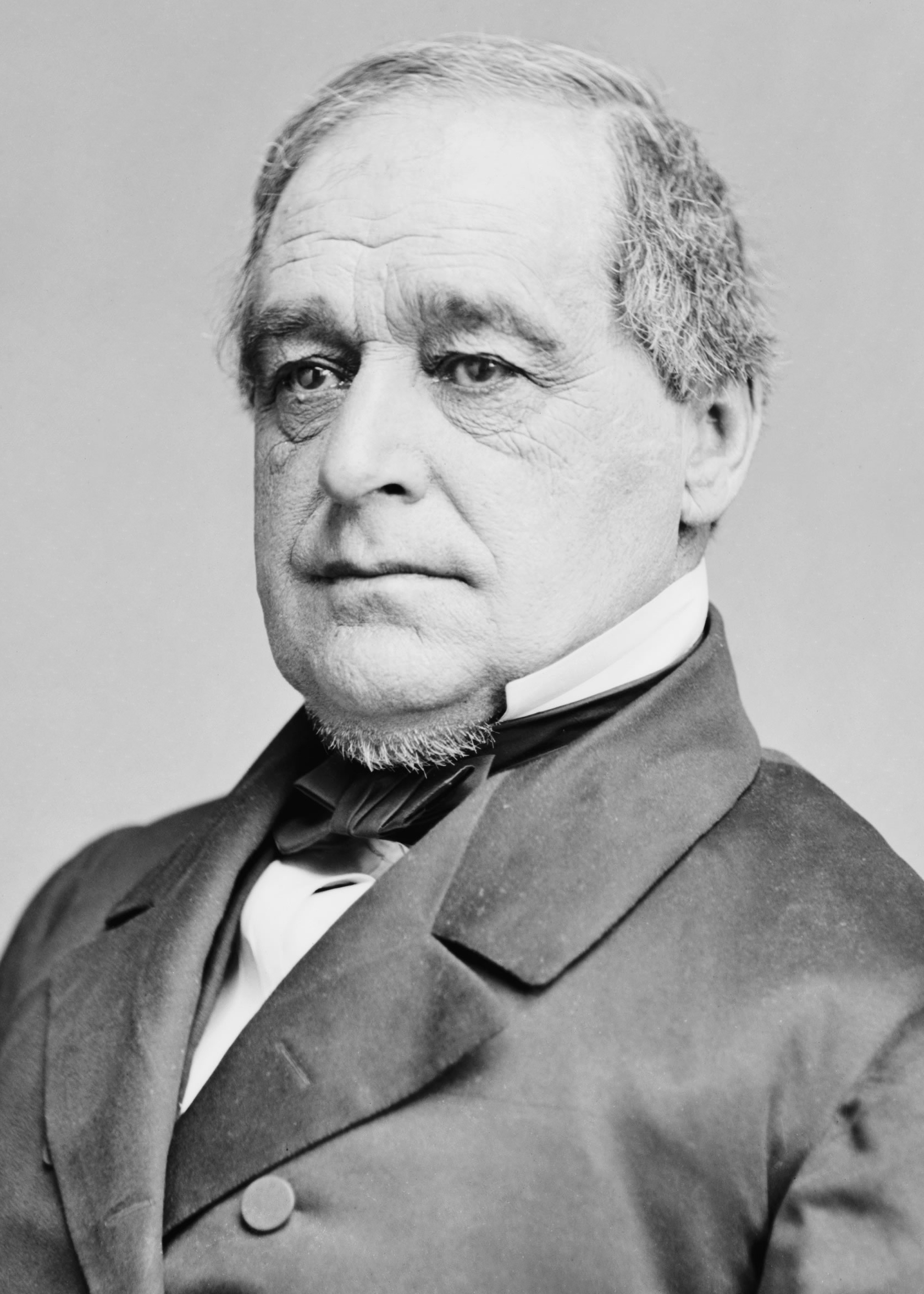
Hannibal Hamlin per il Maine
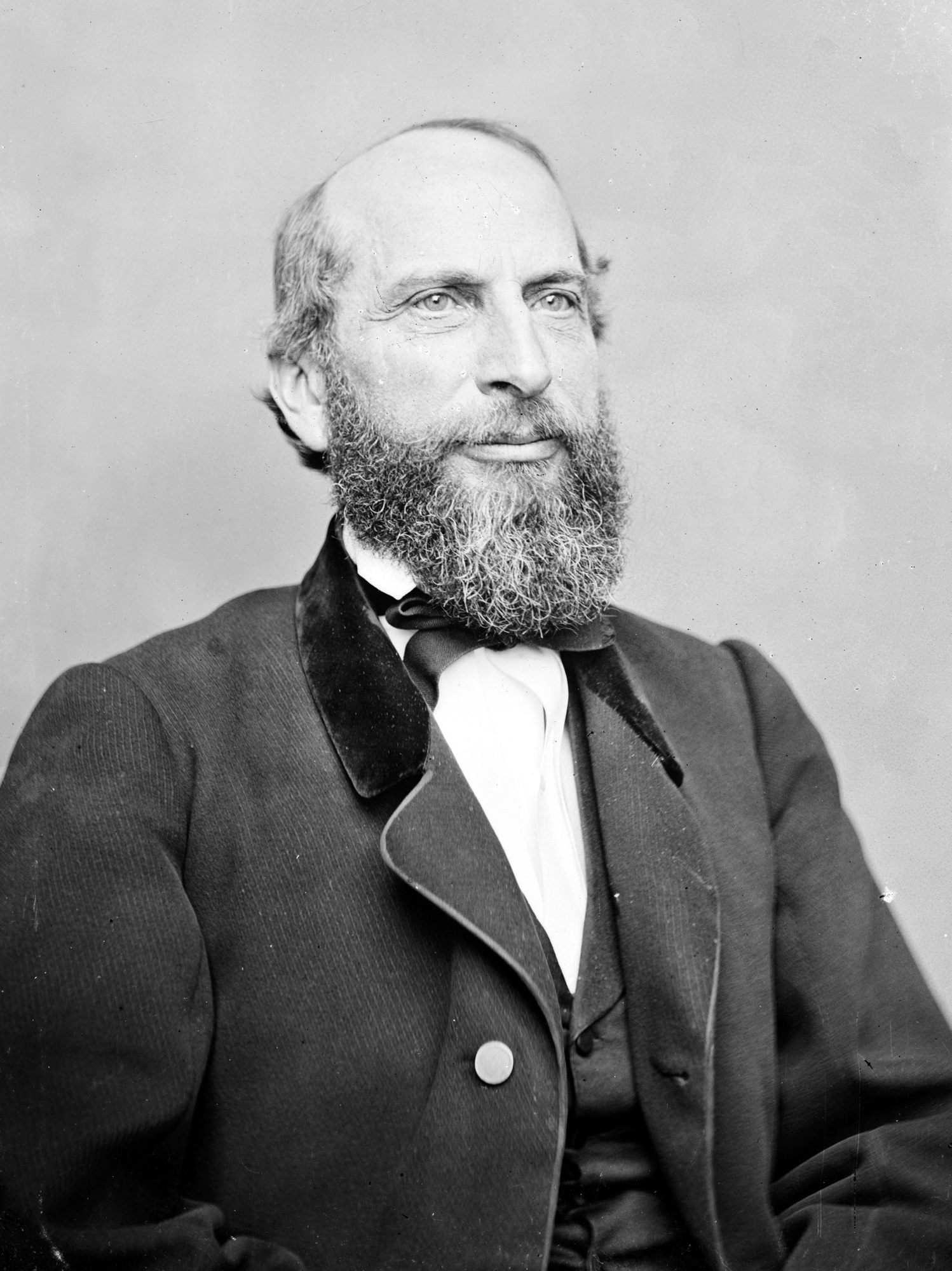
James Speed per il Kentucky
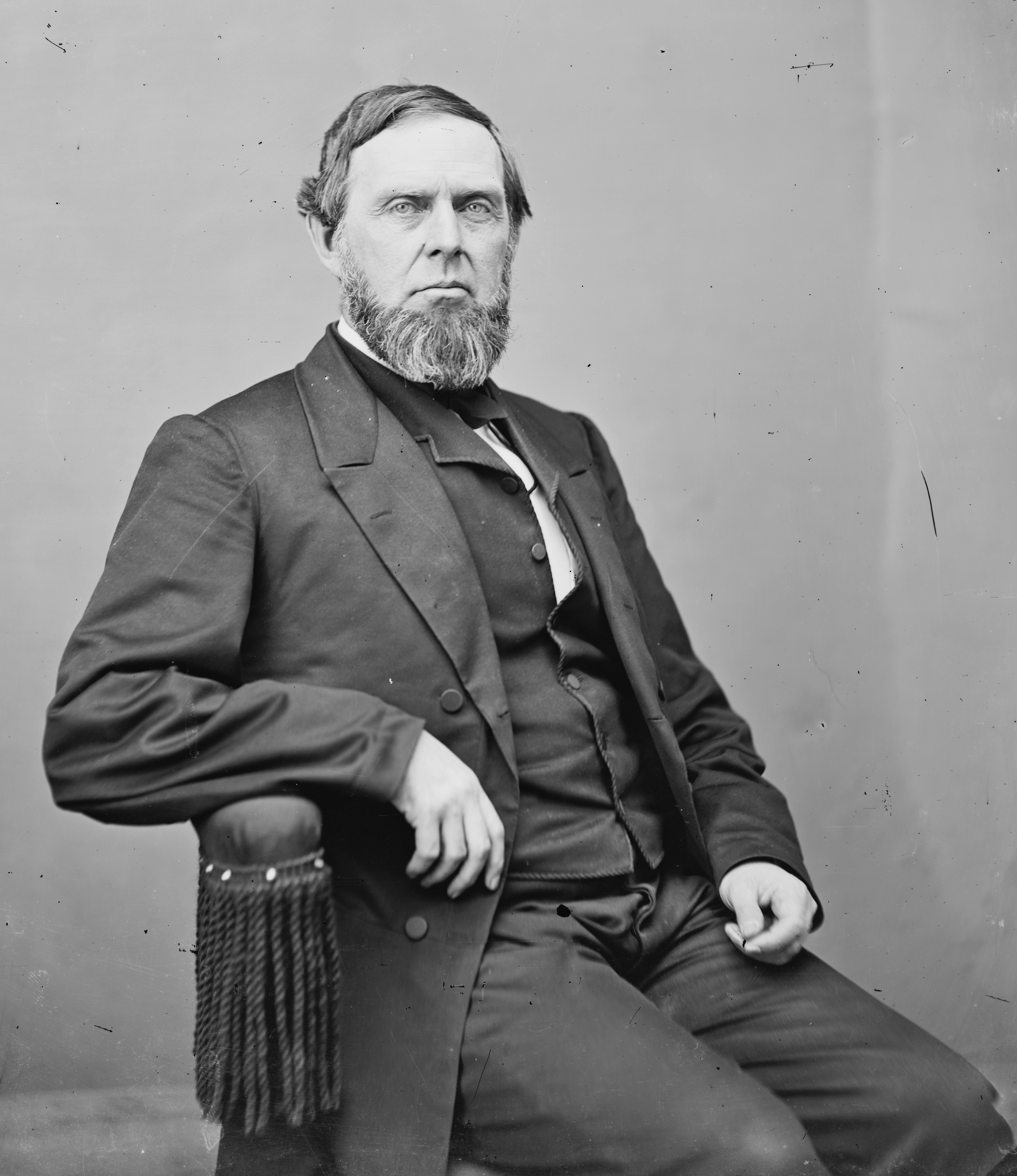
James Harlan per l'Iowa
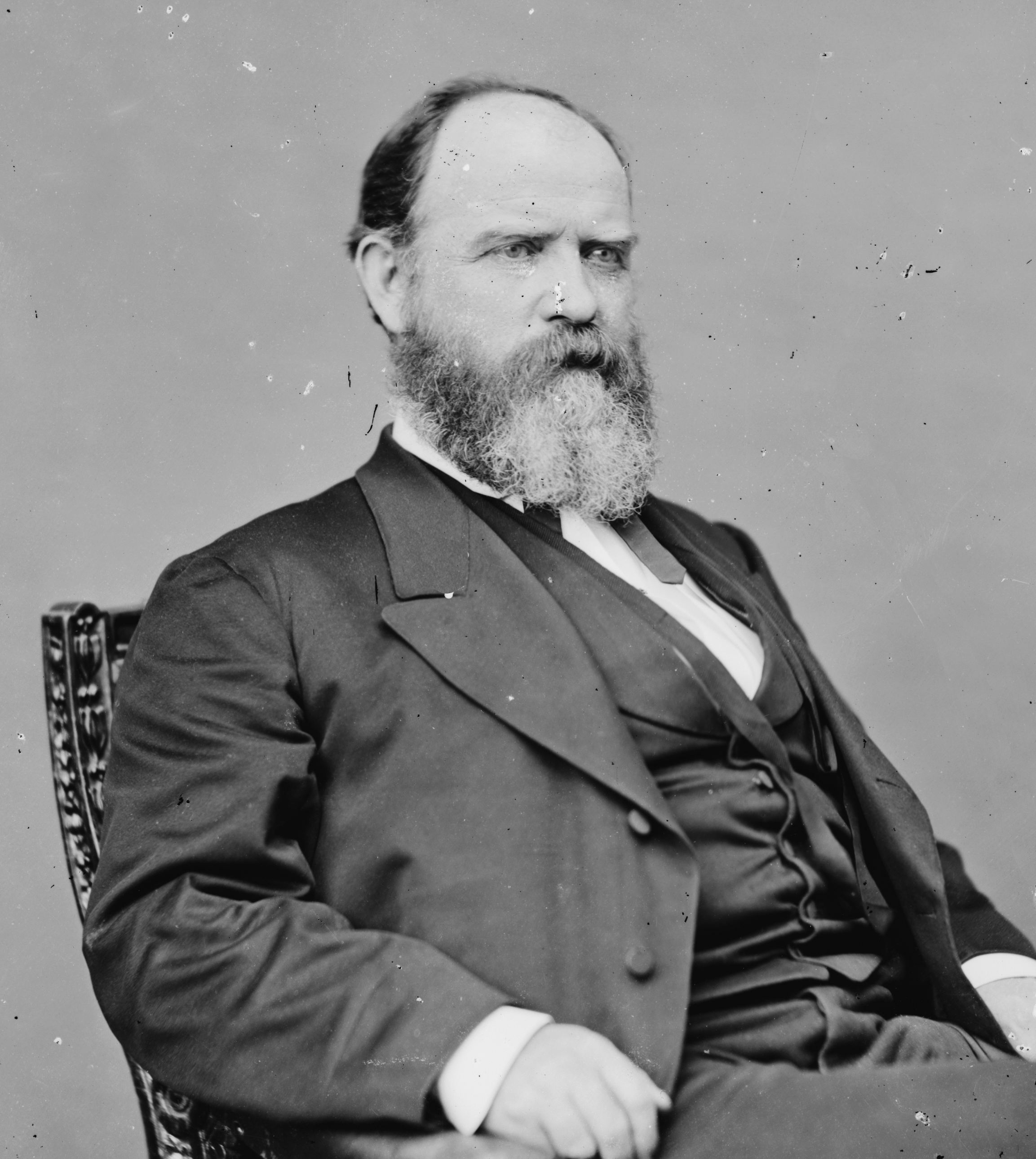
John Creswell per il Maryland)
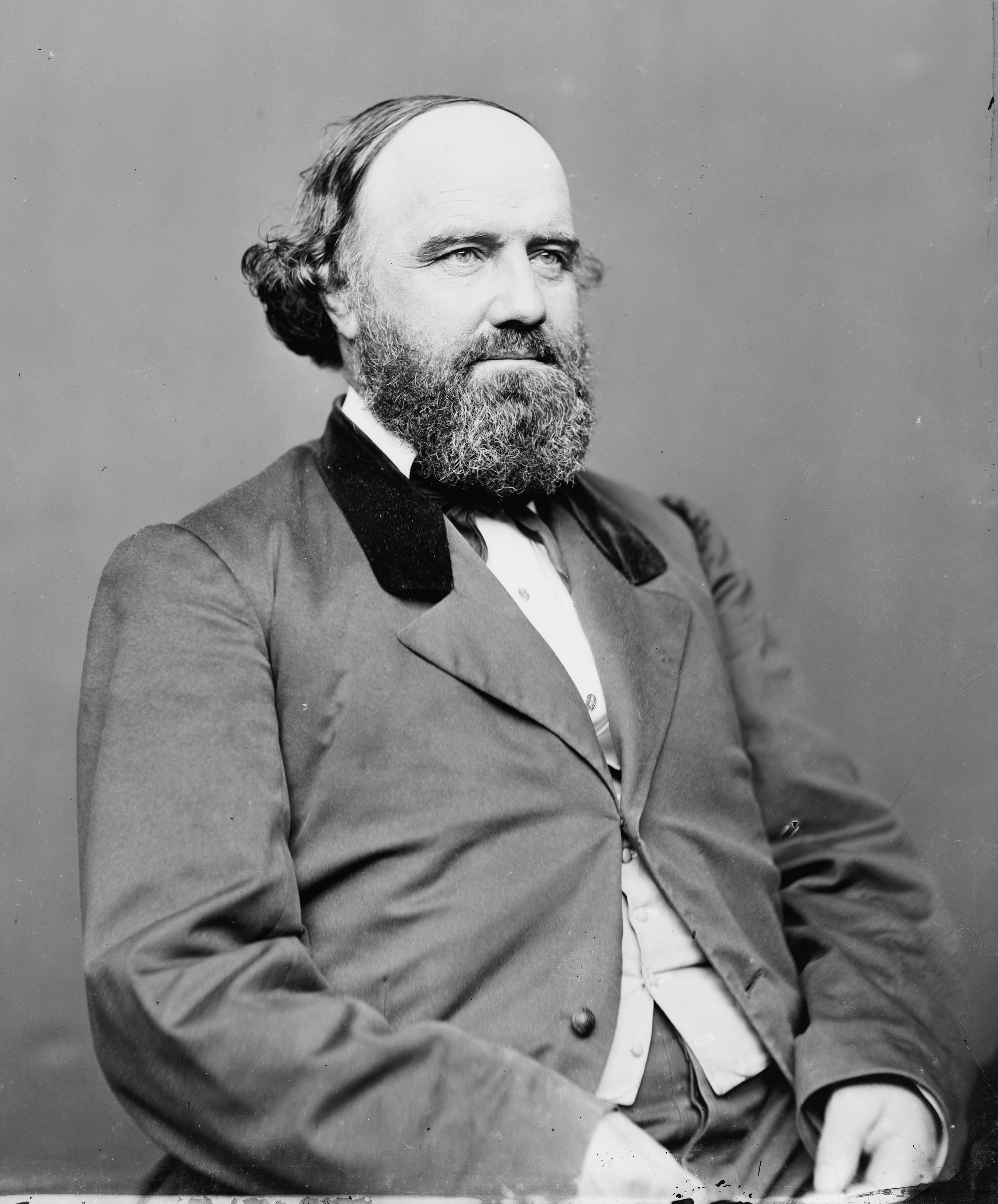
Samuel Clarke Pomeroy per il Kansas)
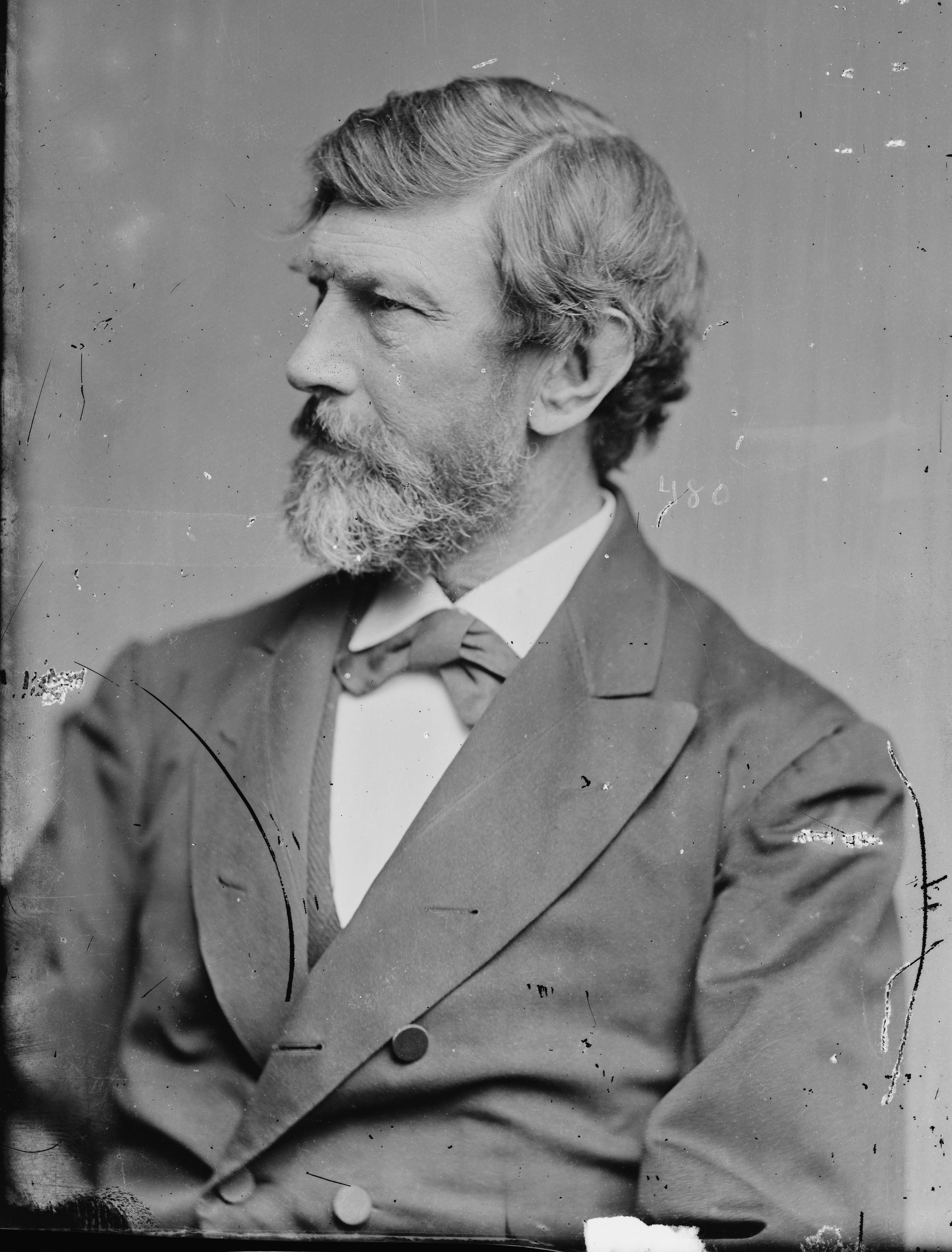
William Darrah Kelley per la Pennsylvania

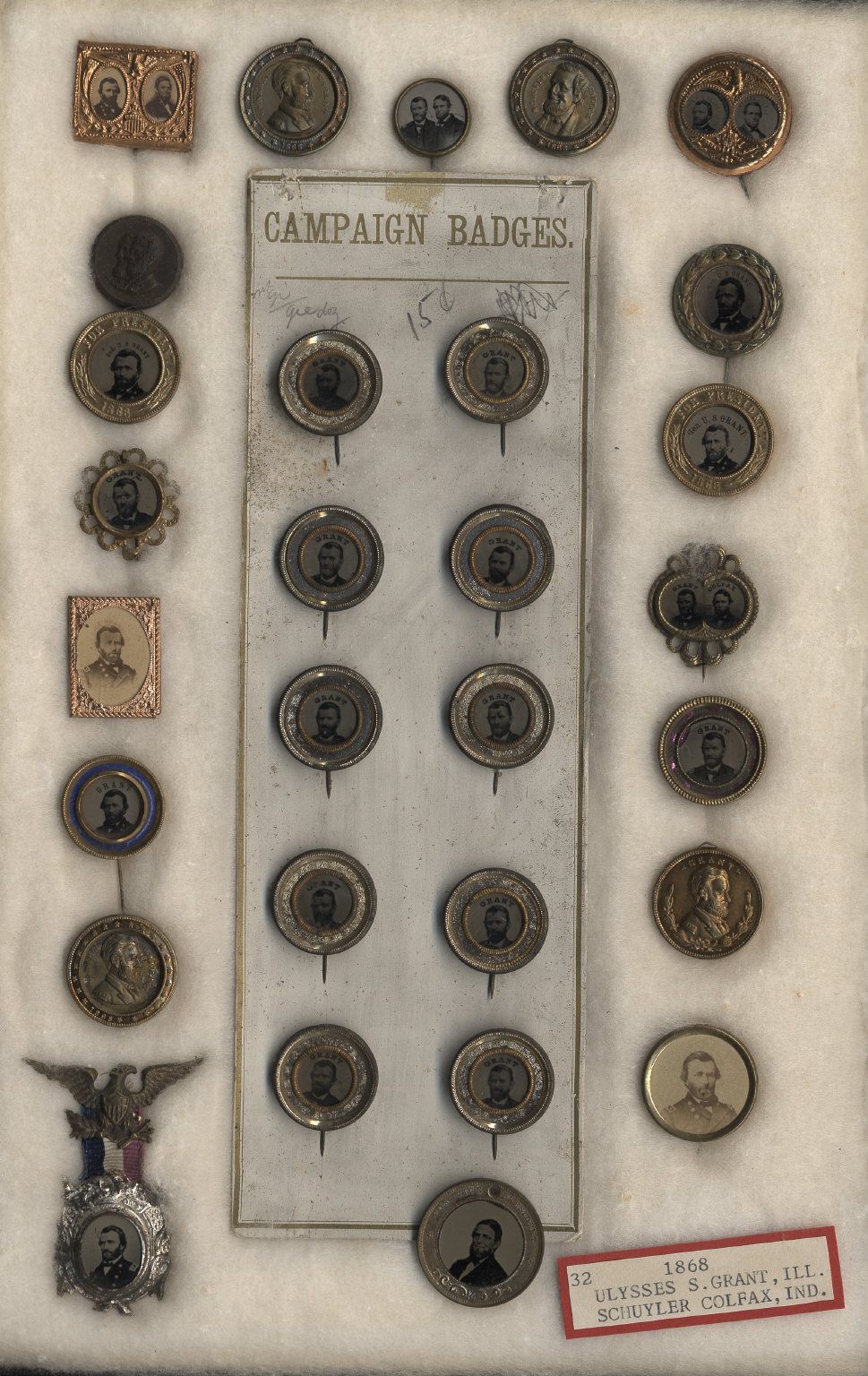
Cimeli della campagna elettorale Repubblicana.

Il Presidente della Camera Schuyler Colfax, un Radical dell'Indiana, venne affiancato a Grant alla sesta votazione riuscendo a battere il senatore Benjamin Wade, inizialmente dato per favorito.
| Votazioni per la vicepresidenza |     |     |     |     |     |           |
| Votazione                       | 1°  | 2°  | 3°  | 4°  | 5°  | Risultato |
| S. Colfax                       | 115 | 145 | 165 | 186 | 226 | 541       |
| B. Wade                         | 147 | 170 | 178 | 206 | 207 | 38        |
| R. Fenton                       | 126 | 144 | 139 | 144 | 139 | 69        |
| H. Wilson                       | 119 | 114 | 101 | 87  | 56  | 0         |
| A. G. Curtin                    | 51  | 45  | 40  | 0   | 0   | 0         |
| H. Hamlin                       | 28  | 30  | 25  | 25  | 20  | 0         |
| J. Speed                        | 22  | 0   | 0   | 0   | 0   | 0         |
| J. Harlan                       | 16  | 0   | 0   | 0   | 0   | 0         |
| J. AJ. Creswell                 | 14  | 0   | 0   | 0   | 0   | 0         |
| S. C. Pomeroy                   | 6   | 0   | 0   | 0   | 0   | 0         |
| W. D. Kelley                    | 4   | 0   | 0   | 0   | 0   | 0         |

| Candidati del Partito Repubblicano, 1860      |                                     |
| Ulysses S. Grant                              | Schuyler Colfax                     |
| per Presidente                                | per Vice Presidente                 |
|                                               |                                     |
| Segretario alla Guerra (ad interim 1867-1868) | Presidente della Camera (1863-1869) |
| Campaign                                      |                                     |
|                                               |                                     |

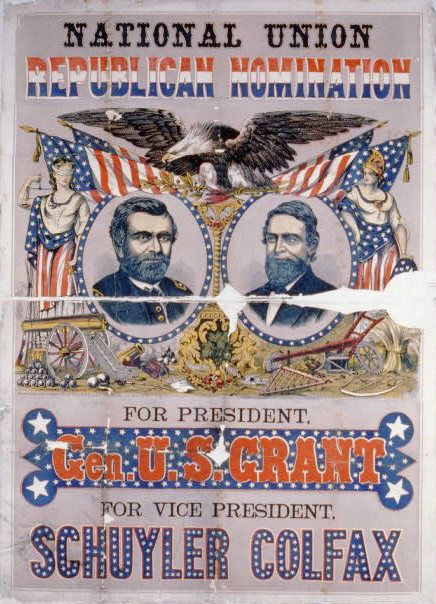
Manifesto elettorale di Grant e Colfax.

Il programma politico sosteneva il suffragio dei neri nel Sud come parte essenziale del passaggio alla piena cittadinanza; accettava inoltre che gli Stati settentrionali decidessero individualmente di affrancarli. Avversava l'ipotesi di utilizzare i "greenbacks" (le obbligazioni di guerra non convertibili) per riscattare il debito pubblico nazionale, incoraggiò l'immigrazione, avallò anche i pieni diritti dei cittadini che avessero già intrapreso il cammino verso la naturalizzazione ed infine favorì la "Ricostruzione radicale", distinguendosi in ciò nettamente dalla politica molto più moderata assunta dalla presidenza di Andrew Johnson.

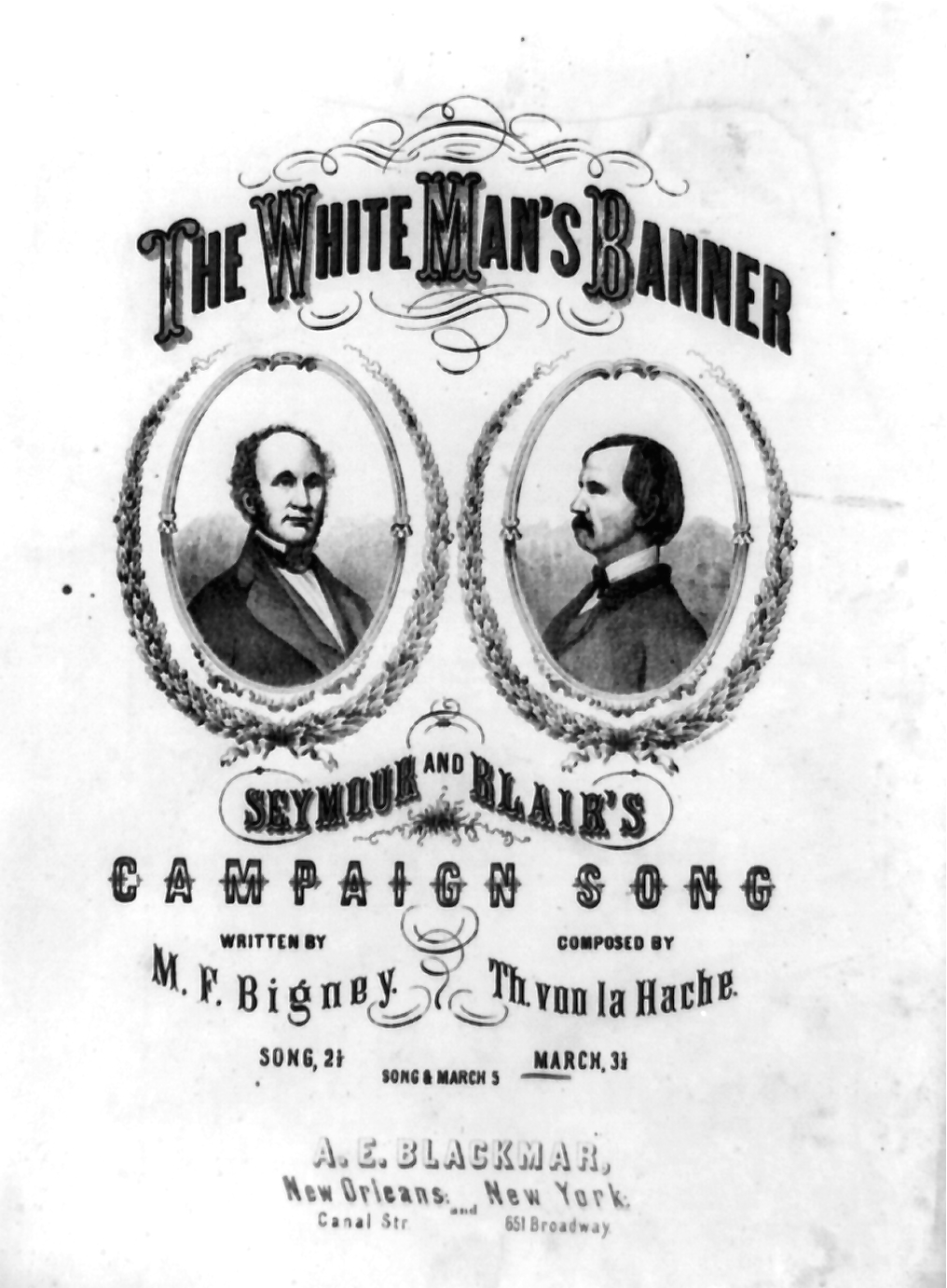
Poster per la campagna presidenziale di Seymour e Blair": La bandiera degli uomini bianchi".

#### Democratici
I candidati democratici nel corso della Convention nazionale furono i seguenti:
- George Hunt Pendleton, ex membro della Camera dei rappresentanti per l'Ohio
- Thomas Hendricks, Senatore per l'Indiana
- Winfield Scott Hancock per la Pennsylvania
- Andrew Johnson, Presidente degli Stati Uniti d'America in carica del Tennessee
- Asa Packer, ex membro della Camera per la Pennsylvania
- James Edward English, Governatore del Connecticut
- Joel Parker, ex Governatore del New Jersey
- James Rood Doolittle, senatore per il Wisconsin
- Horatio Seymour, ex Governatore di New York dello Stato di New York
- Frank P. Blair Jr., ex deputato per il Missouri
- Reverdy Johnson, senatore per il Maryland
- Salmon P. Chase, Presidente della Corte suprema USA per l'Ohio
- Thomas Ewing Jr., ex generale dell'Union Army per l'Ohio
- John Quincy Adams II, deputato per il Massachusetts
- George McClellan, ex candidato ufficiale Democratico nelle elezioni presidenziali del 1864
- Stephen Johnson Field, giudice associato della Corte suprema degli Stati Uniti per la California
- John Thompson Hoffman, 78° sindaco di New York
- Thomas Hart Seymour. ex governatore del Connecticut
- Franklin Pierce, ex presidente degli Stati Uniti d'America

A questi si aggiunse anche Sanford Elias Church, appartenente allo staff dirigenziale dell'ufficio esecutivo del governatorato di New York.

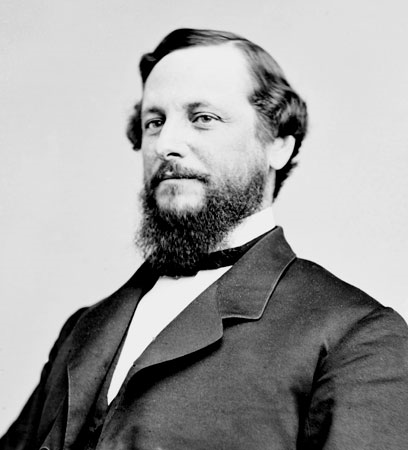
George Hunt Pendleton
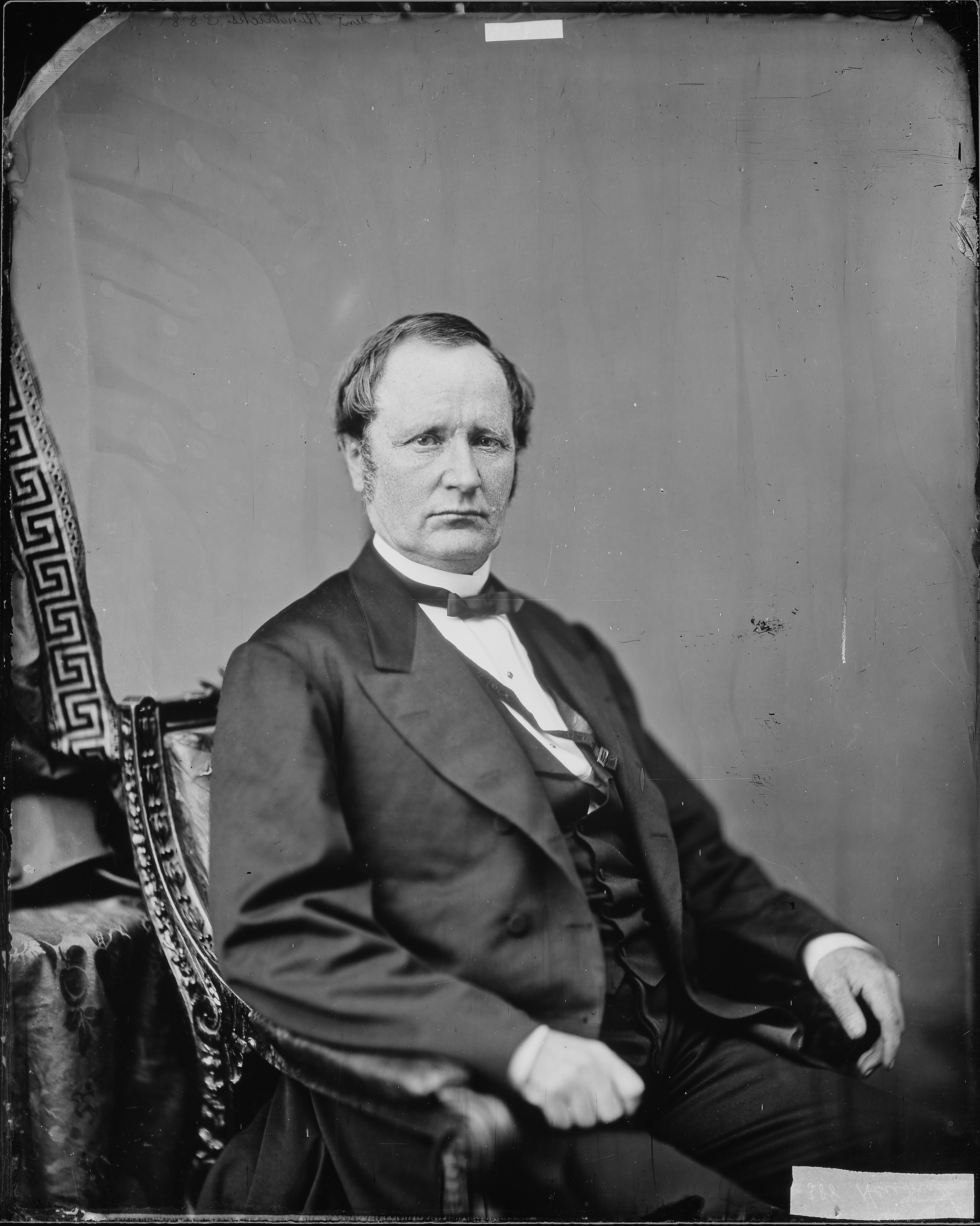
Thomas Hendricks
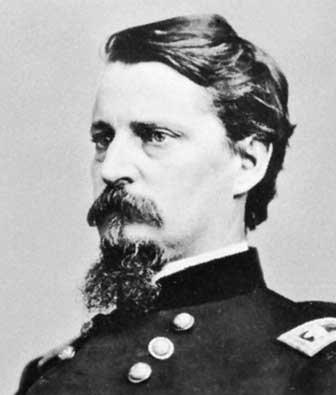
Generale Winfield Scott Hancock
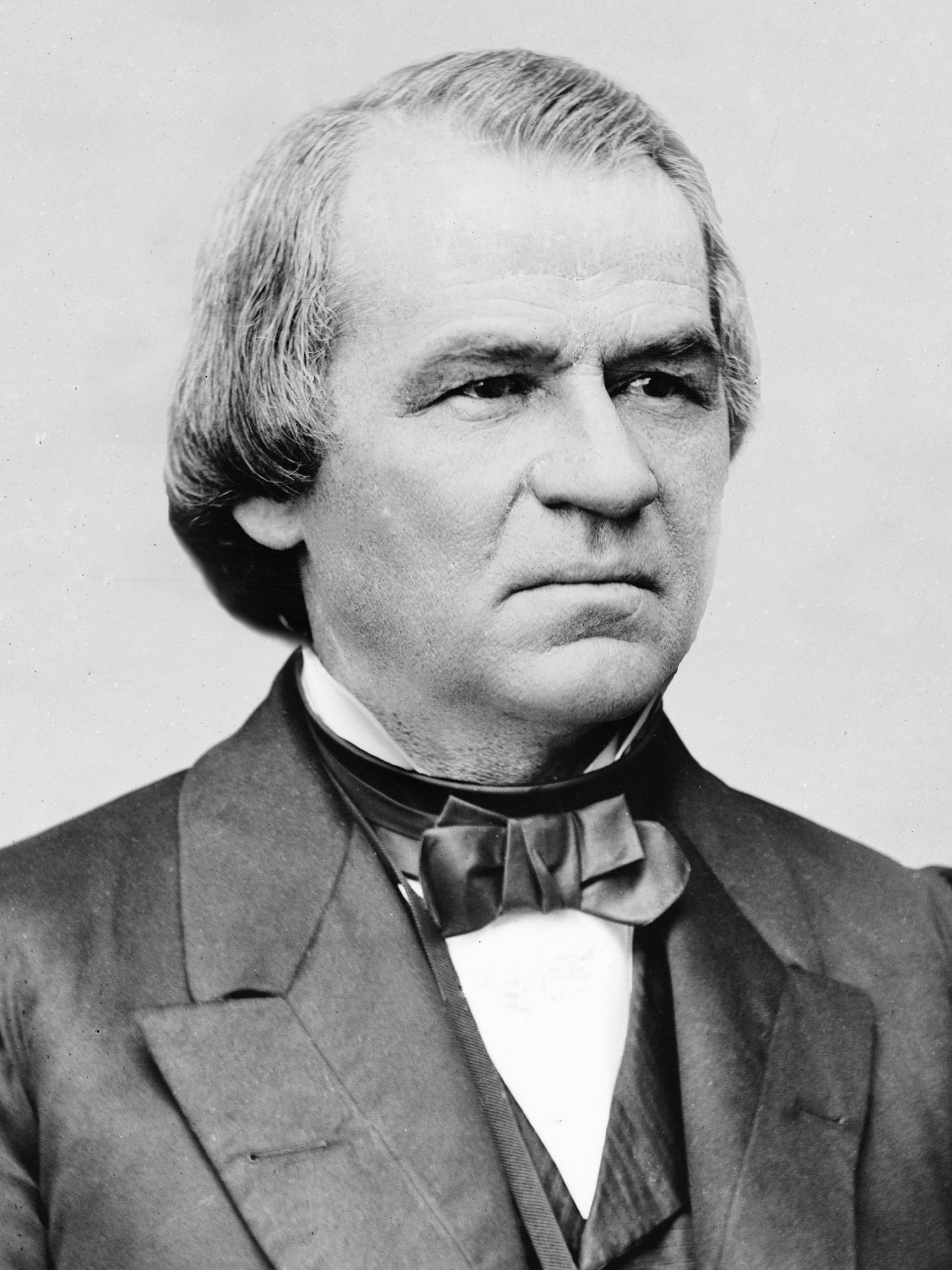
Andrew Johnson
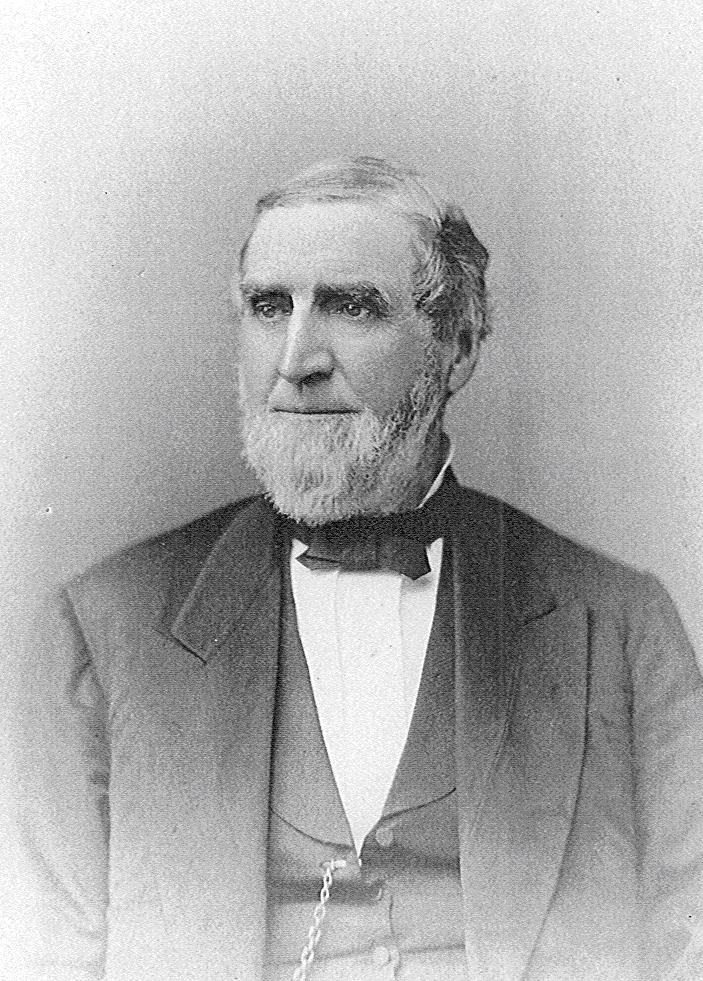
Asa Packer
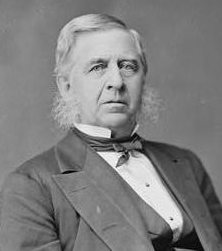
James Edward English
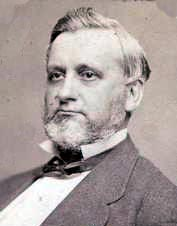
Joel Parker
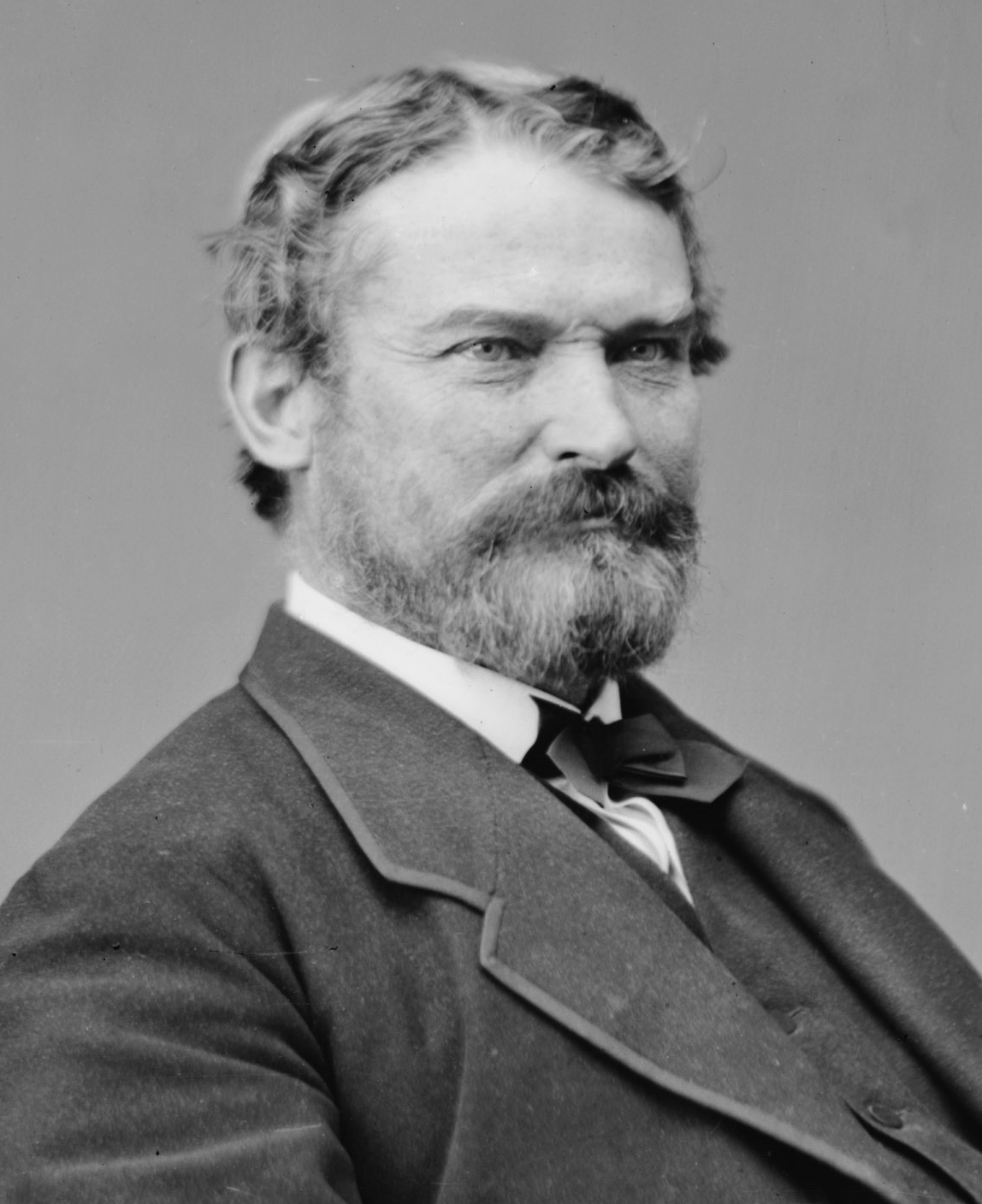
James Rood Doolittle
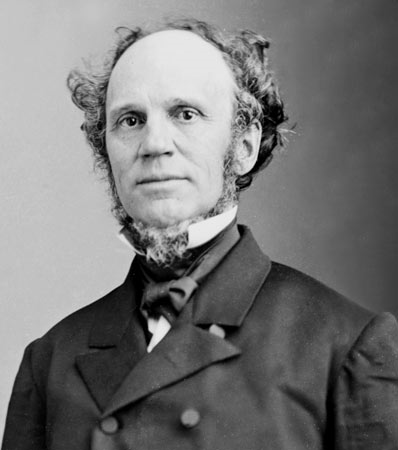
Horatio Seymour
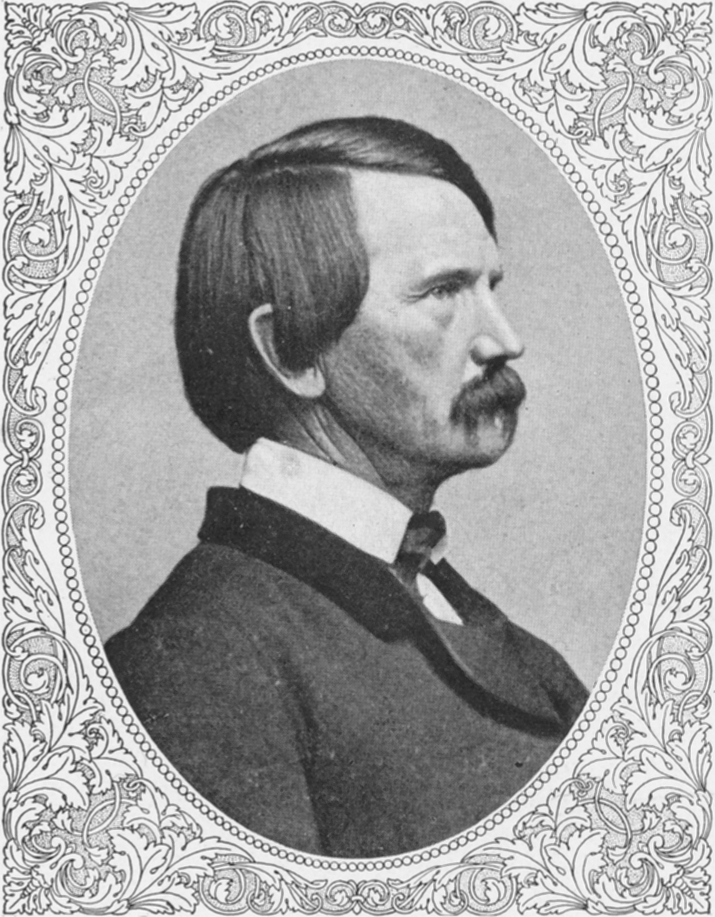
Frances P. Blair Jr.
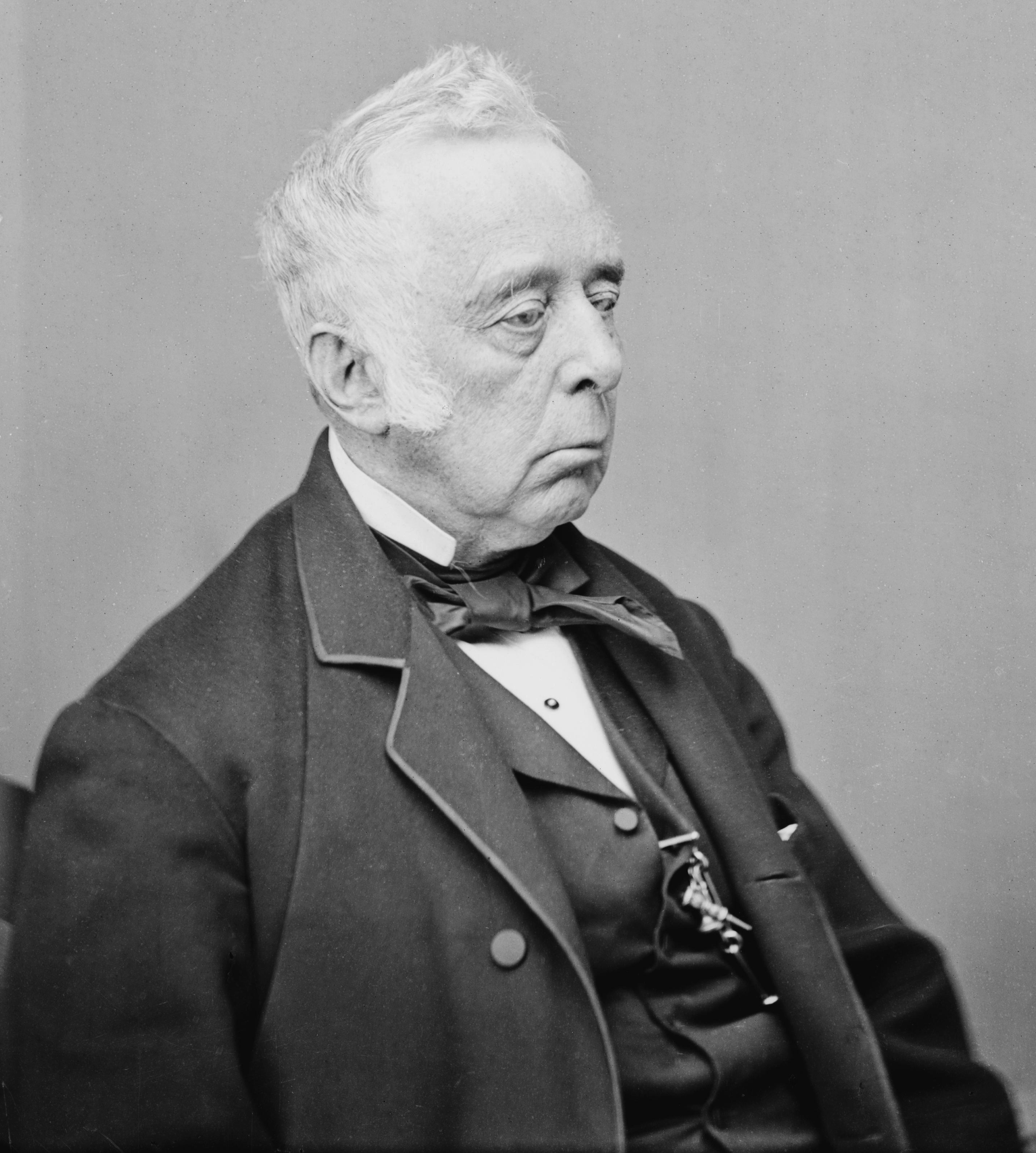
Reverdy Johnson
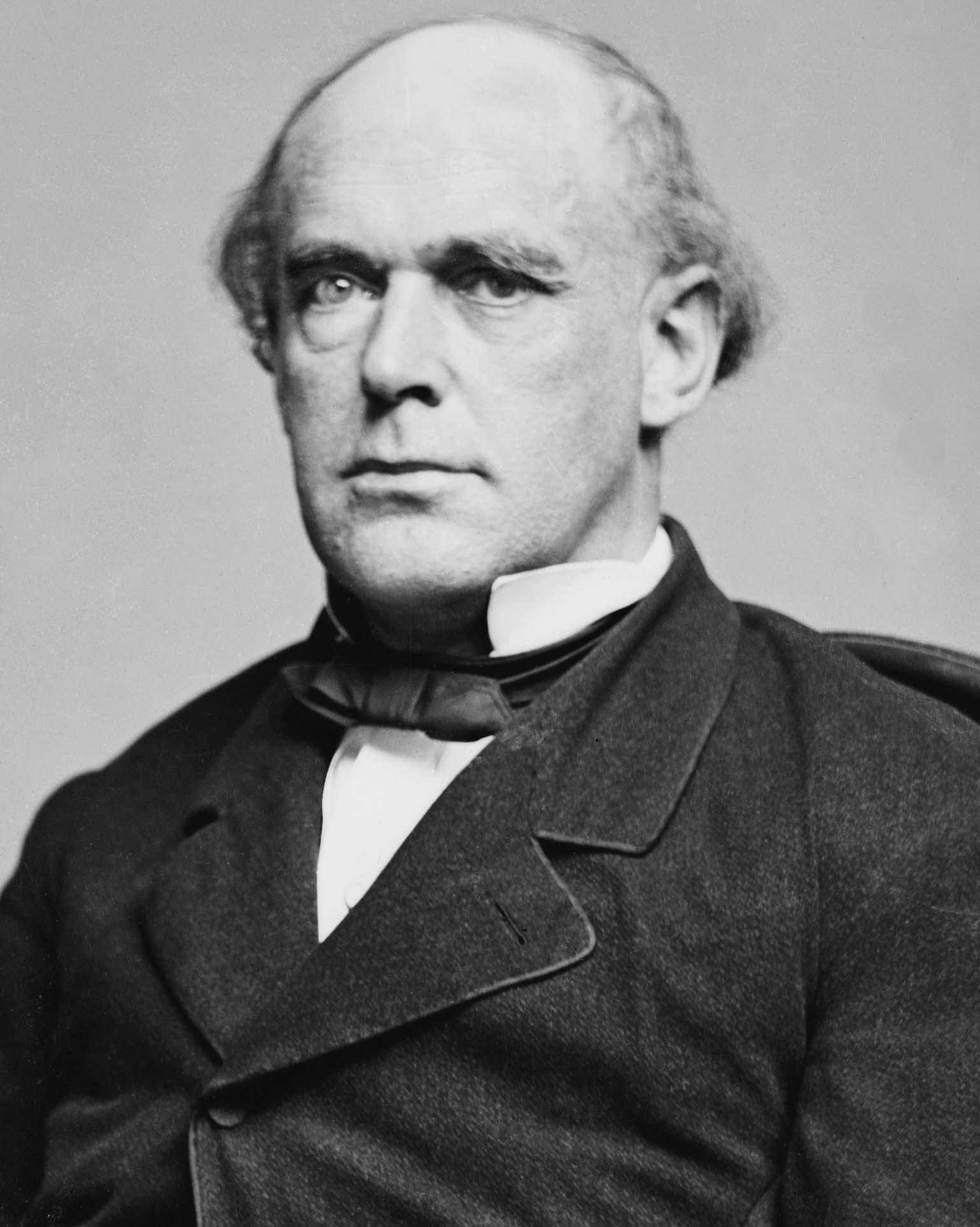
Salmon P. Chase
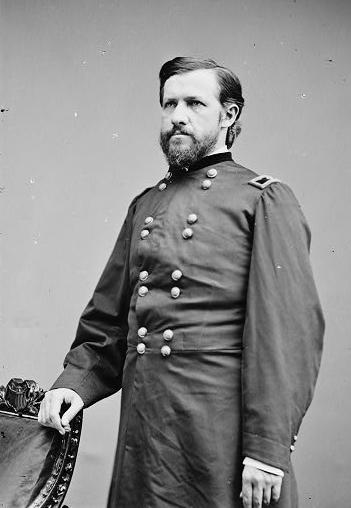
Thomas Ewing Jr.
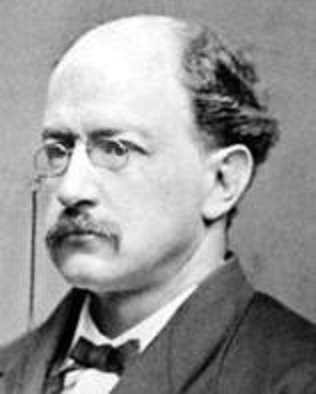
John Quincy Adams II
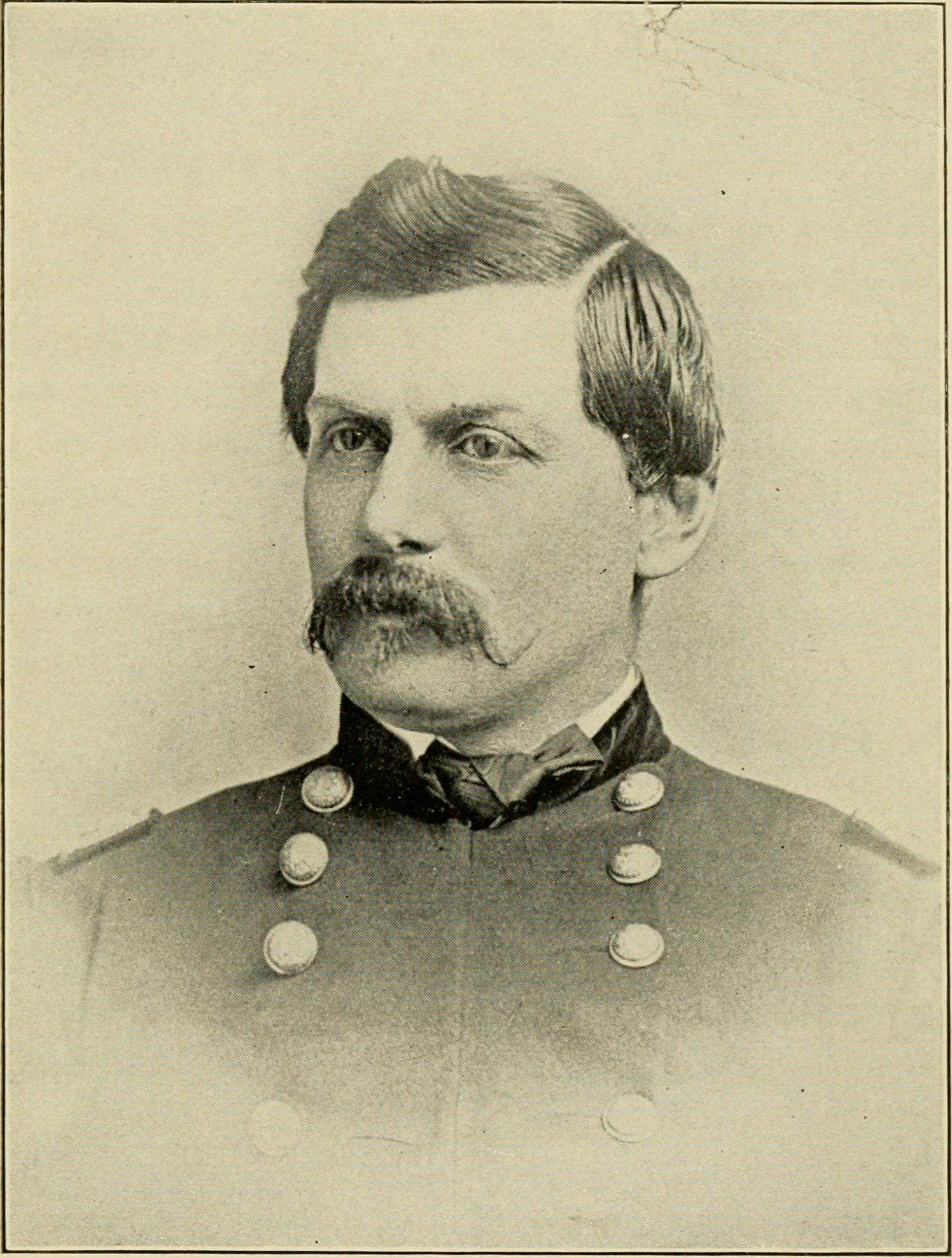
George McClellan
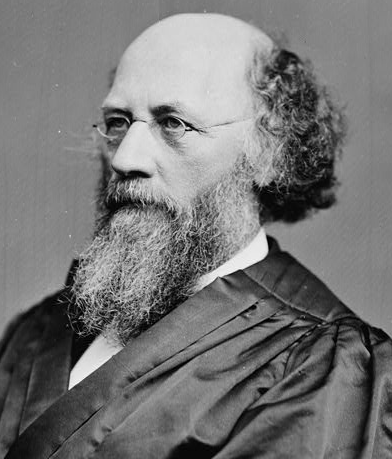
Stephen Johnson Field
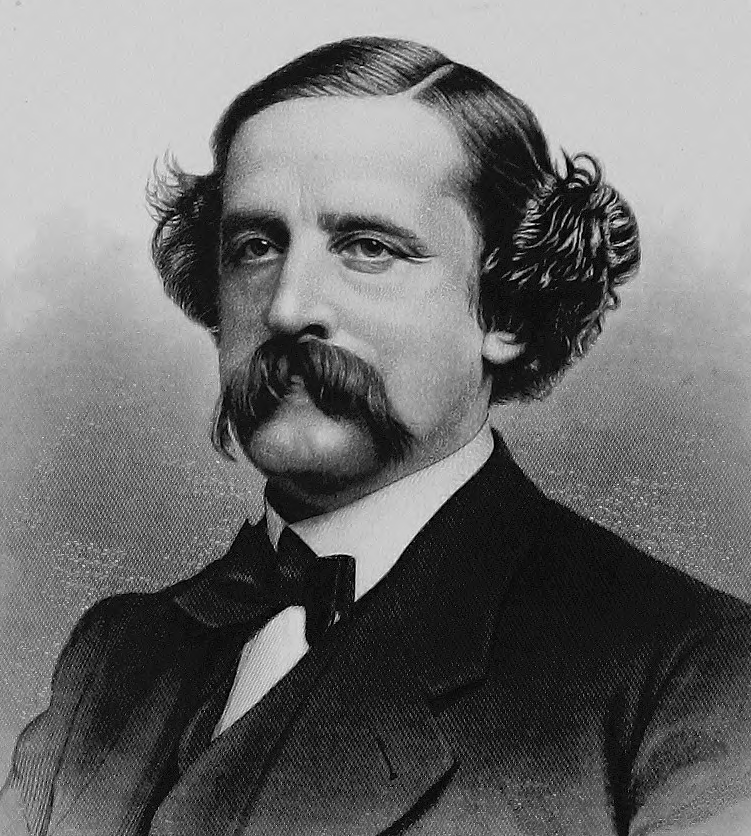
John Thompson Hoffman
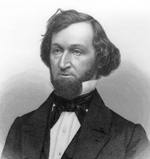
Thomas Hart Seymour
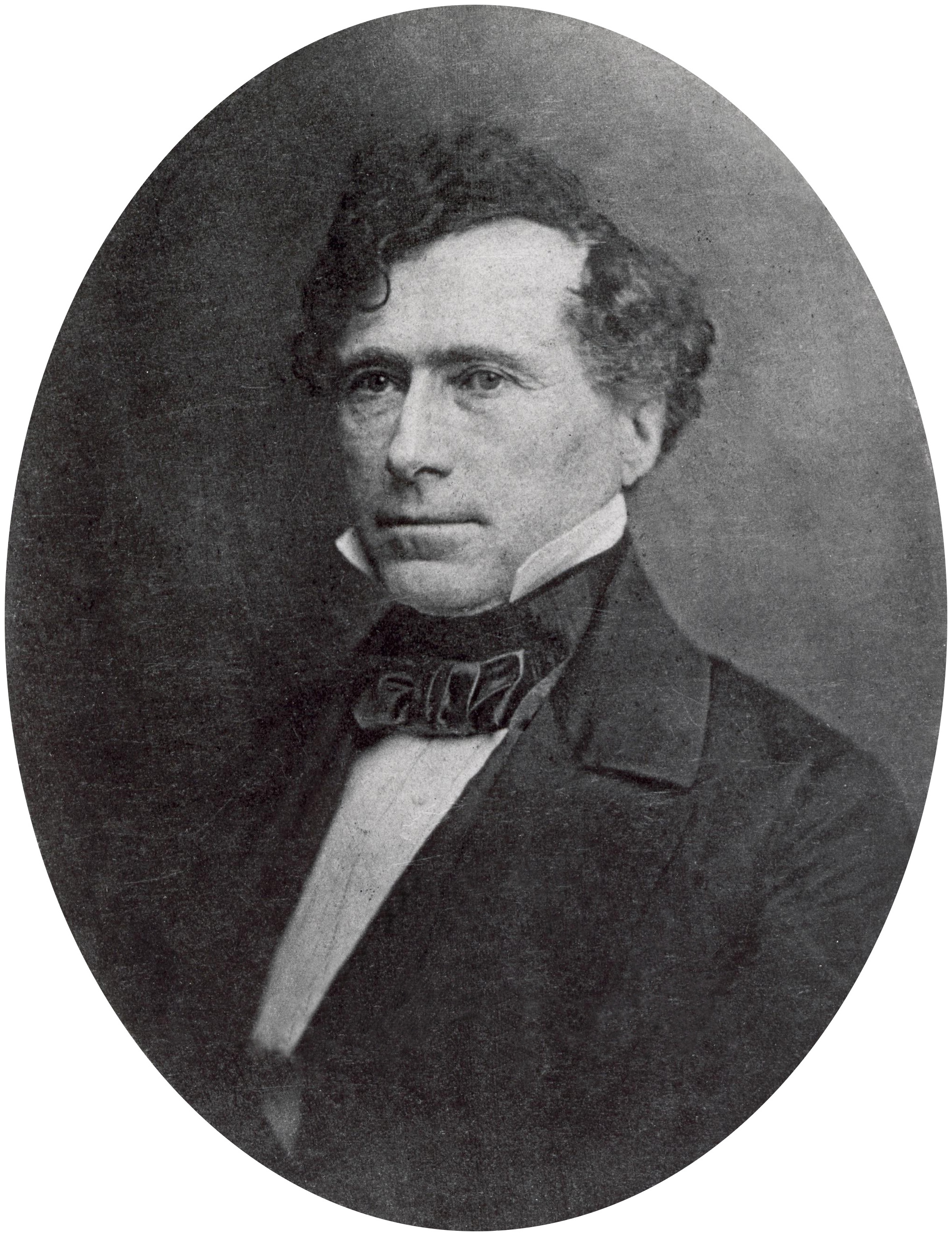
Franklin Pierce

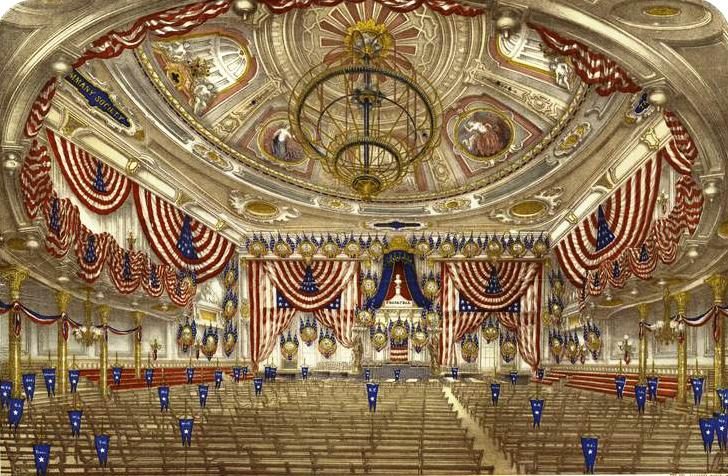
La sede della "Tammany Hall" addobbata per l'imminente Convention democratica (4 luglio).

La Convenzione Nazionale Democratica si tenne a New York tra il 4 e il 9 luglio. I primi turni videro in testa George H. Pendleton, che guidò le prime 15 votazioni, seguito in ordine sparso dal presidente Johnson, da W. Hancock, da S. Church, da Asa Packe e da Joel Parker, da J. English, da J. Doolittle e per finire da T. Hendricks. Johnson, divenuto assai impopolare dopo la richiesta di impeachment avanzata nei suoi confronti e superata solo in extremis, riuscì ad ottenere solo 65 voti al primo turno, meno di un terzo del totale necessario per la nomina, e quindi perdette di fatto la possibilità di essere ricandidato.
Nel frattempo il presidente della Convenzione Horatio Seymour, ex governatore di New York, ricevette 9 voti alla quarta votazione dai delegati dello Stato della Carolina del Nord. Questa mossa inattesa causò "una forte allegria e grande entusiasmo", ma Seymour rifiutò, dicendo:
Dopo le prime sette votazioni, i nomi di Pendleton e Hendricks apparivano come i due favoriti. Dopo numerosi votazioni rimaste indecise vennero proposti i nominativi di John Thompson Hoffman, Frank P. Blair Jr. e S. Field. Nessuno di questi candidati, però, riuscì mai ad ottenere un seguito sostanziale. Per ventuno votazioni i candidati si combatterono testa a testa per acquisire il controllo della situazione: Est contro Ovest, i conservatori contro i moderati. I due candidati principali rimasero determinati nell'idea che l'altro non dovesse ricevere la nomina; a causa della maggioranza richiesta dei due terzi si rivelò necessario trovare un candidato di compromesso.
Seymour continuò a sperare che alla fine fosse eletto il Presidente della Corte suprema Salmon P. Chase, passato dalla loro parte, ma il vice presidente della Convention nonché presidente della delegazione dell'Ohio alfine annunziò: "all'unanimità la mia delegazione richiede l'inserimento di Horatio Seymour alla Nomination con 21 voti, ora non più contro il suo onore".
I democratici ignorarono così platealmente le richieste di Johnson, che avrebbe gradito ricandidarsi, per sostenere invece la candidatura di Horatio Seymour; egli dovette attendere che i più entusiastici che lo acclamavano abbassassero la voce prima di poter affrontare i delegati pronunziando una nuova arringa con cui declinò l'invito:
"Non trovo le parole adatte nell'esprimere tutto il mio rammarico per il fatto il mio nome sia stato nominato in questa convenzione. Dio sa che la mia intera vita e tutto ciò che ne occupa la maggior parte non vorrebbe altro che spendersi per il bene del mio paese, che il mio volto potesse essere identificato con quello del Partito Democratico..." "Accetta la nomina!" Gridò qualcuno dal fondo della sala. "... ma quando ho detto che non potrei essere candidato, lo volevo proprio dire! Non posso ricevere la nomina senza mettere in una posizione non giusta l'intero Partito. Dio vi benedica per la vostra gentilezza nei miei confronti, ma io non posso davvero diventare il vostro candidato".
| Votazioni per la presidenza I |     |     |     |     |     |     |     |     |     |     |     |     |
|                               | 1°  | 2°  | 3°  | 4°  | 5°  | 6°  | 7°  | 8°  | 9°  | 10° | 11° | 12° |
| G. H. Pendleton               | 105 | 104 | 119 | 118 | 122 | 122 | 137 | 156 | 144 | 147 | 144 | 145 |
| T. A. Hendricks               | 3   | 2   | 9.5 | 12  | 19  | 30  | 40  | 75  | 80  | 83  | 88  | 89  |
| W. S. Hancock                 | 33  | 40  | 46  | 43  | 46  | 47  | 42  | 28  | 35  | 34  | 33  | 30  |
| A. Johnson                    | 65  | 52  | 34  | 32  | 24  | 21  | 12  | 6   | 5.5 | 6   | 5   | 5   |
| S. E. Church                  | 34  | 33  | 33  | 33  | 33  | 33  | 33  | 0   | 0   | 0   | 0   | 0   |
| A. Packer                     | 26  | 26  | 26  | 26  | 27  | 27  | 26  | 26  | 26  | 27  | 26  | 26  |
| J. E. English                 | 16  | 13  | 8   | 8   | 7   | 6   | 6   | 6   | 6   | 0   | 0   | 0   |
| J. Parker                     | 13  | 15  | 13  | 13  | 13  | 13  | 7   | 7   | 7   | 7   | 7   | 7   |
| J. R. Doolittle               | 13  | 13  | 12  | 12  | 15  | 12  | 12  | 12  | 12  | 12  | 12  | 12  |
| H. Seymour                    | 0   | 0   | 0   | 9   | 0   | 0   | 0   | 0   | 0   | 0   | 0   | 0   |
| F. P. Blair                   | 1   | 10  | 4   | 2   | 10  | 5   | 1   | 1   | 1   | 1   | 1   | 1   |
| R Johnson                     | 8   | 8   | 11  | 8   | 0   | 0   | 0   | 0   | 0   | 0   | 0   | 0   |
| S. P. Chase                   | 0   | 0   | 0   | 0   | 0   | 0   | 0   | 0   | 0   | 0   | 0   | 1   |
| T. Ewing Jr.                  | 0   | 1   | 1   | 1   | 0   | 0   | 0   | 0   | 0   | 0   | 0   | 0   |
| J. Q. Adams II                | 0   | 0   | 0   | 0   | 1   | 0   | 0   | 0   | 0   | 0   | 0   | 0   |
| G. B. McClellan               | 0   | 0   | 0   | 0   | 0   | 0   | 0   | 0   | 0   | 0   | 0   | 1   |
| Astenuti                      | 0   | 0   | 0   | 0   | 0   | 1   | 1   | 0   | 0   | 0   | 1   | 0   |

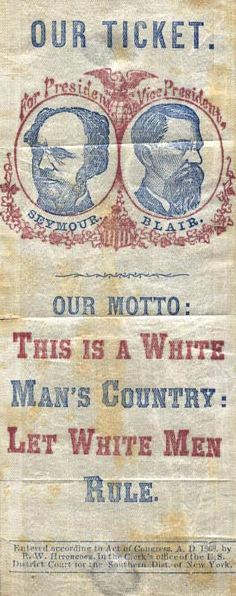
Biglietto elettorale democratico: "questo è il paese dell'uomo bianco governato dai bianchi" (This is a White Man's Country, Let White Men Rule).

Seymour lasciò il palco per potersi rinfrescare e riposare un po'. Appena uscì dalla sala il presidente dell'Ohio si mise a piangere lamentandosi che la sua delegazione non avrebbe accettato il rifiuto di Seymour; il capodelegazione del territorio dello Utah allora si alzò per dire che Seymour era l'uomo che dovevano avere. Mentre questi stava aspettando nel vestibolo la convenzione lo scelse all'unanimità.

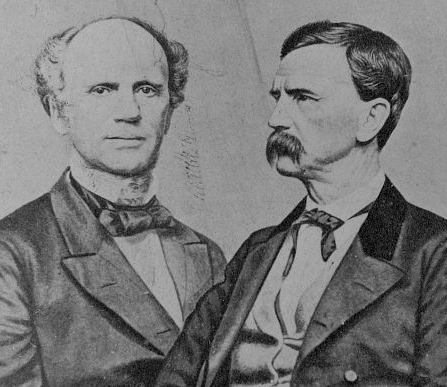
L'accoppiata Seymour/Blair.

Esausti i delegati scelsero all'unanimità il generale Francis Preston Blair Jr. per la carica di vicepresidente al primo voto dopo che John Alexander McClernand, Augustus Caesar Dodge e Thomas Ewing Jr. ritirarono i loro nomi. La nomina di Blair riflesse la volontà di equilibrare il "ticket" sia ad Est che ad Ovest, nonché a Nord e a Sud.
Blair s'impegnò duramente per avere la nomina e accettò senza riserve il secondo posto. Egli ottenne l'attenzione generale a seguito di una lettera infiammatoria indirizzata al colonnello James Overton Broadhead e datata a pochi giorni prima della riunione; Blair scrisse che "l'unico problema reale in queste elezioni è la disfatta della Ricostruzione, nel modo in cui i Repubblicani radicali l'hanno imposta nel Sud".
| Votazioni per la presidenza II |     |     |     |     |     |     |     |     |     |     |           |
|                                | 13° | 14° | 15° | 16° | 17° | 18° | 19° | 20° | 21° | 22° | Risultato |
| H. Seymour                     | 0   | 0   | 0   | 0   | 0   | 0   | 0   | 0   | 0   | 22  | 317       |
| G. H. Pendleton                | 134 | 130 | 129 | 107 | 71  | 56  | 0   | 0   | 0   | 0   | 0         |
| T. A. Hendricks                | 81  | 84  | 83  | 71  | 80  | 87  | 108 | 121 | 132 | 145 | 0         |
| W. Scott Hancock               | 49  | 56  | 79  | 113 | 138 | 145 | 135 | 142 | 135 | 104 | 0         |
| A. Johnson                     | 4   | 0   | 6   | 6   | 6   | 10  | 0   | 0   | 5   | 4   | 0         |
| A. Packer                      | 26  | 26  | 0   | 0   | 0   | 0   | 22  | 0   | 0   | 0   | 0         |
| J. E. English                  | 0   | 0   | 0   | 0   | 0   | 0   | 6   | 16  | 19  | 7   | 0         |
| J. Parker                      | 7   | 7   | 7   | 7   | 7   | 3   | 0   | 0   | 0   | 0   | 0         |
| J. R. Doolittle                | 13  | 13  | 12  | 12  | 12  | 12  | 12  | 12  | 12  | 4   | 0         |
| S. J. Field                    | 0   | 0   | 0   | 0   | 0   | 0   | 15  | 9   | 8   | 0   | 0         |
| F. P. Blair Jr.                | 1   | 0   | 0   | 0   | 0   | 0   | 13  | 13  | 0   | 0   | 0         |
| S- P. Chase                    | 1   | 0   | 0   | 0   | 1   | 1   | 1   | 0   | 4   | 0   | 0         |
| T. H. Seymour                  | 0   | 0   | 0   | 0   | 0   | 0   | 4   | 2   | 0   | 0   | 0         |
| J. T. Hoffman                  | 0   | 0   | 0   | 0   | 3   | 3   | 0   | 0   | 1   | 0   | 0         |
| T. Ewing, Jr.                  | 0   | 0   | 0   | 0   | 0   | 0   | 0   | 0   | 0   | 0   | 0         |
| G. B. McClellan                | 0   | 0   | 0   | 0   | 0   | 0   | 0   | 0   | 1   | 0   | 0         |
| Franklin Pierce                | 1   | 0   | 0   | 0   | 0   | 0   | 0   | 0   | 0   | 0   | 0         |
| Astenuti                       | 0   | 1   | 1   | 1   | 0   | 0   | 1   | 2   | 0   | 31  | 0         |

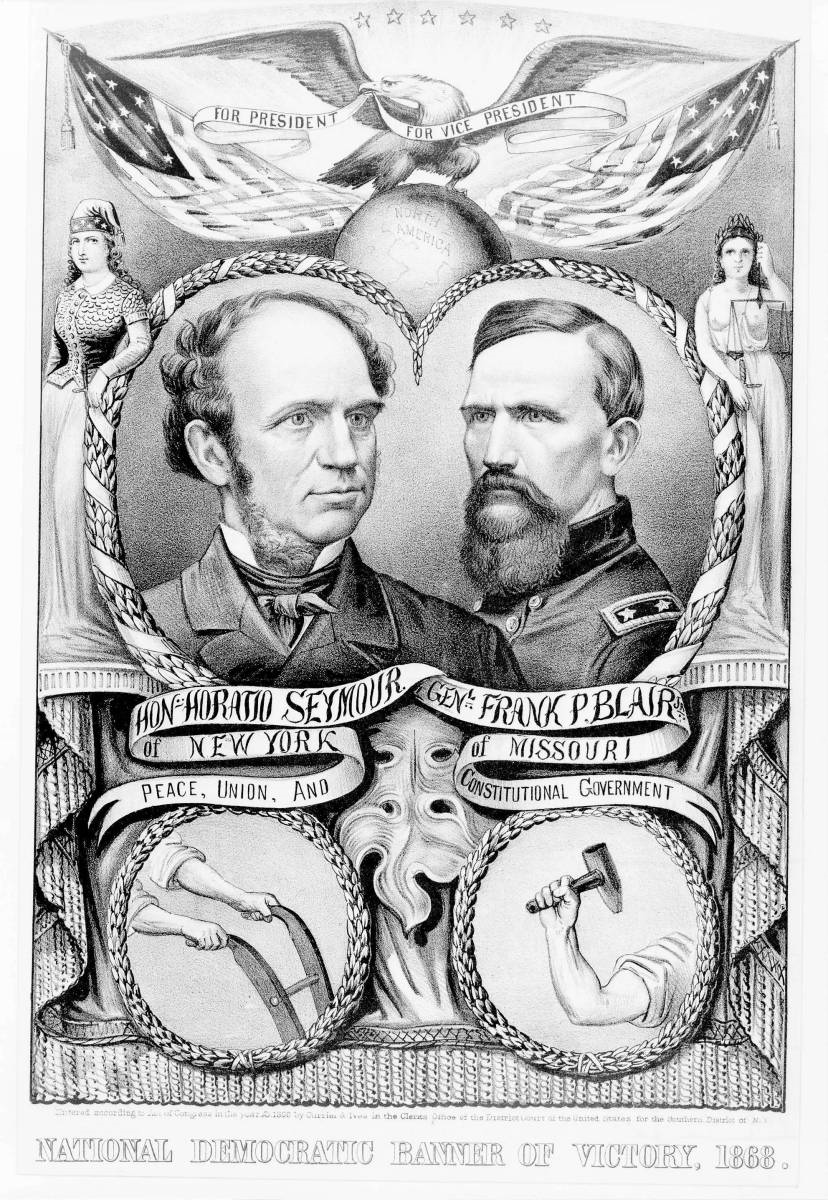
Manifesto elettorale di Seymour e Blair.

Il programma democratico appoggiò l'"idea dell'Ohio" consistente nel pagare i titoli del debito pubblico con i "greenbacks", banconote non convertibili; avversò fieramente le "leggi della Ricostruzione" considerandole rivoluzionarie e inefficaci; inoltre sostenne il diritto dei singoli Stati a decidere se concedere o meno il suffragio alla comunità nera.

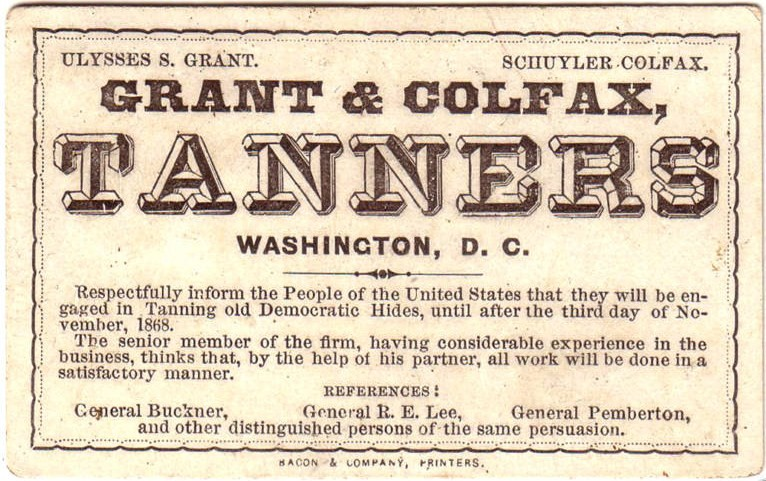
Pubblicità della campagna repubblicana. "Informiamo gentilmente il popolo degli Stati Uniti che saranno impegnati nell'assunzione di vecchie vitamine democratiche fino al terzo giorno di novembre 1868. L'anziano membro dell'azienda, con una notevole esperienza nel settore, ritiene che, con l'aiuto del suo partner, tutto il lavoro sarà fatto in modo soddisfacente. Referenze: Simon Bolivar Buckner, Robert Edward Lee, John Clifford Pemberton e altre persone distinte con le stesse convinzioni".

| Candidati del Partito Democratico, 1864             |                                                                                    |
| Horatio Seymour                                     | Francis Preston Blair Jr.                                                          |
| per Presidente                                      | per Vice Presidente                                                                |
|                                                     |                                                                                    |
| 18° Governatore di New York (1853-1854 & 1863-1864) | Camera dei rappresentanti per il Missouri (1857–1859, 1860, 1861-1862 & 1863-1864) |
| Manifesto elettorale                                |                                                                                    |
|                                                     |                                                                                    |

### Campagna elettorale

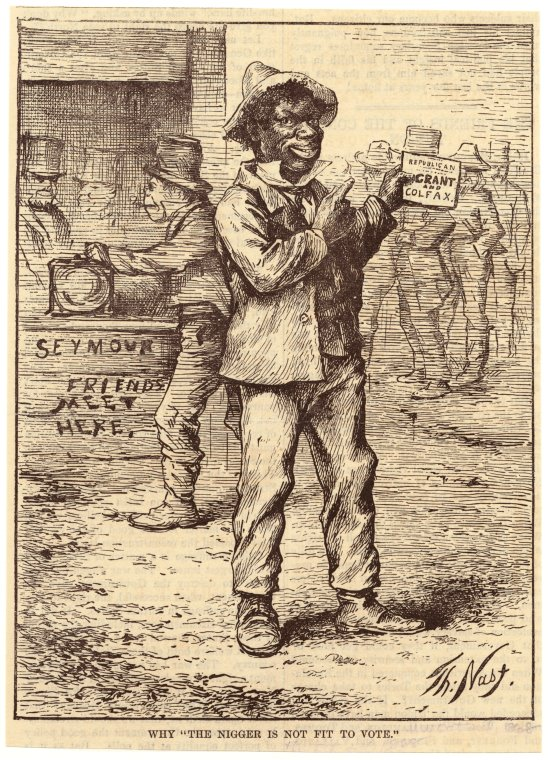
Vignetta di Thomas Nast: "perché il nero non è adatto a votare" (tiene in mano una scheda di preferenza per Grant/Colfax).

La Ricostruzione e i diritti civili degli ex schiavi furono le due questioni più fortemente discusse. Grant sostenne i piani di ricostruzione dei repubblicani radicali al Congresso, appoggiando una veloce approvazione del XIV emendamento, con la concessione della piena cittadinanza per i liberti, incluso il suffragio per i liberti adulti. Il programma politico democratico condannava invece la "supremazia nera" e reclamava il ripristino completo dell'autonomia degli Stati, incluso il diritto degli Stati meridionali di stabilire se consentire o meno il suffragio dei maschi afroamericani adulti.
Grant non fece alcuna promessa elettorale; lo slogan repubblicano, "Concediamoci la pace", fu preso alla lettera fin dal momento dell'accettazione della candidatura. Dopo quattro anni esatti di guerra civile, più di tre anni di conflitto aperto sul tema della Ricostruzione e il tentativo di messa in stato d'accusa (l'impeachment) che funestò l'ultima parte della presidenza di Andrew Johnson, la nazione sembrava desiderare la pace tanto agognata che Grant s'impegnava a portare a termine.

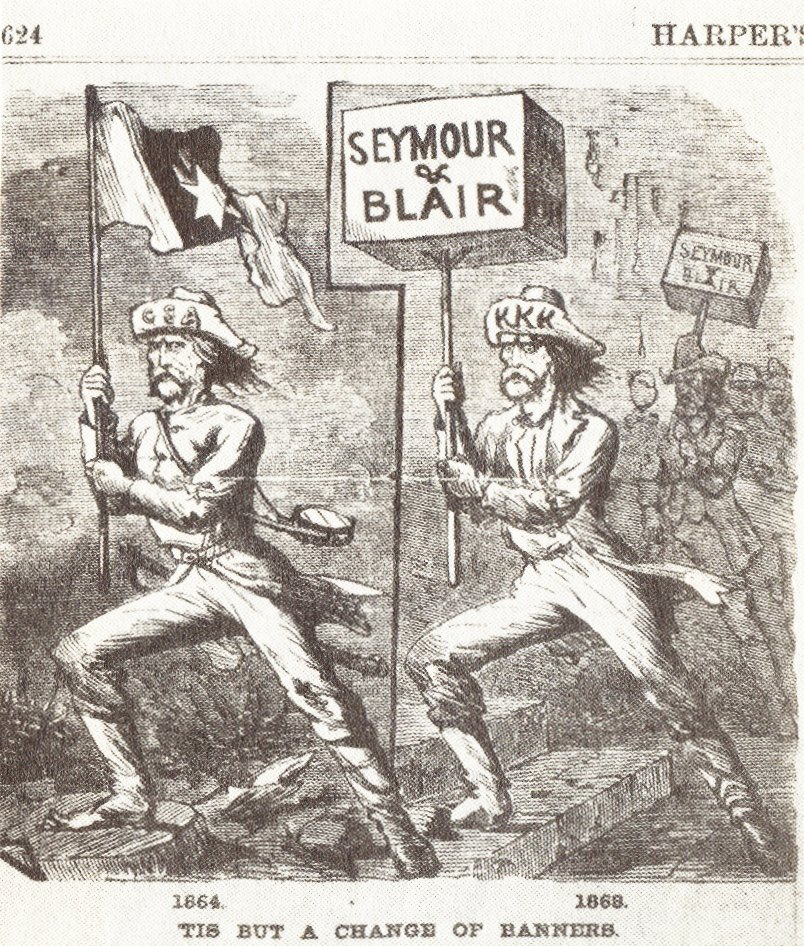
Vignetta filo repubblicana di Harper's Weekly che accusa i candidati presidenziali democratici di affidarsi al sostegno dei membri del Ku Klux Klan, in precedenza traditori confederati, attraverso un semplice cambiamento di bandiere.

Seymour non rispose a nessuna delle accuse scagliate contro di lui, ma tenne alcuni discorsi importanti; alcuni giornali non si peritarono d'esagerarne i difetti. Nella sua qualità di governatore di New York aveva inviato le truppe alla battaglia di Gettysburg, nonostante ciò alcuni giornali cercarono di farlo apparire a tinte fosche, come sleale nei confronti dell'Unione. Il New York Tribune guidò la campagna stampa delle vignette satiriche contro di lui. L'"Hartford Post" definì la sua dignità "grande quasi tanto quella di un cadavere" richiamandosi esplicitamente all'ex presidente democratico James Buchanan appena morto. Gli avversari affermarono che l'intera famiglia Seymour era attraversata da un'inquietante vena di follia citando come prova il suicidio del padre, il banchiere e commerciante Henry, causato da un disturbo depressivo dovuto al panico del 1837.
Blair partecipò ad una serie di conferenze in cui descrisse la competizione in corso con Grant e i Radical in termini rigidamente razziali, avvertendo il pericolo costituito dal dominio da parte di "una razza semi-barbara negroide adoratrice di feticci e dedita alla poligamia", che vorrebbero "sottoporre le donne bianche alla loro lussuria sfrenata". I repubblicani consigliarono invece caldamente gli elettori a non votare per Seymour per non rischiare che un individuo come Blair avrebbe potuto succedergli.
Blair d'altra parte si era già creato una solida reputazione di uomo schietto; i suoi comizi misero sotto attacco soprattutto i repubblicani radicali. Samuel Tilden (che sarebbe stato il candidato democratico nelle elezioni presidenziali del 1876), membro del comitato nazionale, chiese esplicitamente a Blair di limitare la propria campagna elettorale al Missouri e all'Illinois per il fondato timore che avrebbe recato un serio danno al "ticket presidenziale" e alla causa della Ricostruzione.
Seymour, che non aveva fino a quel punto assunto alcun ruolo attivo, iniziò allora ad intervenire; cercò di allontanare dalla propria immagine la durezza degli attacchi portati da Blair contro i Radical. Sottolineò l'idea che la Ricostruzione e il cambiamento del Sud avrebbe dovuto essere compiuto a livello statale, senza interferenze federali. Sostenne il ripristino immediato di tutti gli Stati del Profondo Sud, la regolamentazione del diritto di voto negli Stati in questione lasciata ai loro stessi cittadini e un'amnistia generale per tutti i reati politici.
Secondo la sua opinione, l'autorità civile statale avrebbe dovuto avere la precedenza sull'azione militare; il presidente degli Stati Uniti e la Corte suprema degli Stati Uniti avrebbero dovuto essere rispettati piuttosto che aggrediti, come sostenne che i repubblicani avessero invece fatto fino a quel momento: i democratici sarebbero stati attenti a rimettere in ordine le priorità nazionali.

### Esito
Lo scarto relativamente ristretto (lo spoglio diede appena 305.000 voti in più a Grant) nel voto popolare sorprese l'élite politica del tempo. Quando il rappresentante repubblicano James Blaine si ritrovò ad esaminare approfonditamente i risultati pensò che la lieve maggioranza per Grant fosse "un fatto molto sorprendente". Blaine, un giudice acuto nei riguardi del sentimento popolare, fu in difficoltà a spiegare la dimensione del voto democratico.
Gli irlandesi americani che seguivano la Chiesa cattolica, e altri immigrati si erano stabiliti a New York oramai da quasi un quarto di secolo, erano storicamente democratici; il margine molto esiguo con cui Seymour perdette diversi stati settentrionali come l'Indiana, il Connecticut e la Pennsylvania, assieme agli effetti costituiti dai nuovi voti afroamericani nel Sud provocarono il sospetto che la maggioranza dei bianchi americani con molta probabilità lo avesse preferito a Grant.
I democratici del Sud s'impegnarono molto, ma i governi statali repubblicani controllavano completamente la macchina elettorale e prevalsero dappertutto nel meridione, con le sole eccezioni rappresentate dalla Georgia e dalla Louisiana, proprio là dove l'attività del Ku Klux Klan stava già colpendo duramente la capacità dei repubblicani di poter esprimere liberamente il proprio voto.
Lungo il confine tra Nord e Sud (negli ex Stati cuscinetto) il Kentucky, il Maryland e il Delaware furono in gran parte democratici; nel caso del Kentucky questo venne fortemente influenzato dall'ostilità nei confronti dei radicali della Ricostruzione, il che portò al primo governo del dopoguerra quasi totalmente costituito da ex Confederati.
Nessun candidato presidenziale democratico né prima né dopo raggiunse una percentuale più elevata nel Kentucky o in Maryland, dove l'ostilità verso il suffragio nero risultò essere assai diffusa; quanto al Delaware solo i "ticket" democratici di Lyndon B. Johnson/Hubert Humphrey nelle elezioni presidenziali del 1964 (eletti con la più alta percentuale di voto popolare dal 1824) e Barack Obama/Joe Biden nelle elezioni presidenziali del 2008 (che avevano il primo senatore del Delaware su un "ticket" nazionale) raggiunsero una percentuale più elevata.
Gli altri due Stati confinanti, il Missouri e la Virginia Occidentale, entrambi controllati dai Repubblicani, diedero i propri grandi elettori a Grant. Seymour vinse per poco nel suo stato di New York ma Blair, in gran parte a causa del sistema dei registri dei Radicali, fallì nella conquista del suo stato, il Missouri; qui gli avversari esultarono: "il generale Blair viene battuto nel suo rione, nella sua città, nella sua contea e nel suo Stato". Nella Virginia Occidentale ai Confederati fu temporaneamente vietato di votare o di ricoprire cariche pubbliche. Si stima che furono tra i 15.000 e i 25.000 residenti bianchi a cui fu tolto questo diritto.
Tra le 1.708 contee che avevano fatto ritorno nell'Unione, Grant vinse in 991 (il 58,02%), mentre Seymour ne ottenne 713 (il 41,74%). In quattro contee (lo 0,23%) arrivarono alla pari; quindi i democratici, anche con tutti gli oneri della guerra, avevano ancora solo 278 contee in meno rispetto ai repubblicani trionfanti. Ciò contribuì a consolidare il Partito al livello iniziale in cui si trovava nelle elezioni locali del 1867.
Questa fu l'ultima elezione in cui i repubblicani vinsero nel Tennessee fino alle elezioni presidenziali del 1920 e l'ultima in cui conquistarono il Missouri fino alle elezioni presidenziali del 1904; fu inoltre l'ultima in cui i democratici ottennero l'Oregon fino alle elezioni presidenziali del 1912 e l'ultima in cui in trionfarono nella Louisiana fino alle elezioni presidenziali del 1880.

L'Union League of Philandelhia invitò il Congresso ad indagare sulla dubbia (presunta) vittoria di Seymour a New York.

Grant perse New York per appena 10.000 voti e questo fu una fonte di vergogna e rabbia per i repubblicani. La vittoria di Seymour divenne oggetto di un'indagine federale. Il 4 novembre Horace Greeley (futuro avversario "Liberal Democratico" dello stesso Grant alle elezioni presidenziali del 1872) parlò allo "Union League Club" invitando il Congresso ad esaminare con attenzione il voto dello Stato. Questa petizione venne presentata alla Camera dei rappresentanti il 14 dicembre e fu accettata per 135 a 34, con 52 astenuti. Il presidente della Camera dei rappresentanti Schuyler Colfax, candidato repubblicano e vicepresidente eletto, nominò un comitato di sette esperti, cinque repubblicani e due democratici. Il comitato fu creato probabilmente perché i repubblicani non potevano perdere New York senza protestare. Riferì alla Camera il 23 febbraio del 1869, decidendo di non prendere provvedimenti; Seymour mantenne così tutti i suoi 33 voti elettorali; egli tornava volentieri sull'argomento fino al resto dei suoi giorni.
Nel suo libro del 1943 intitolato They Also Ran: The Story of the Men Who Were Defeated for the Presidency il romanziere Irving Stone suggerì l'ipotesi che se Seymour avesse vinto in tutti e quattro tra Pennsylvania, Ohio, Indiana e Iowa, il Congresso controllato dai repubblicani avrebbe proceduto ad annullare i voti al "ticket" democratico provenienti dal Sud. Stone sosteneva che l'unico modo in cui i democratici avrebbero potuto vincere era che vincessero in ogni Stato contendibile del Nord, mantenendo al contempo sia la Georgia che la Louisiana. Il voto della prima fu poi contestato durante lo spoglio, con i repubblicani che affermarono che gli avversari avessero vinto solo grazie al ricorso alla "violenza, alla frode e all'intimidazione" e molto probabilmente sarebbe stato annullato se si fosse rivelato decisivo per un'eventuale vittoria democratica.
Secondo il biografo di Seymour Stewart Mitchell, il Partito Repubblicano si assunse il merito di aver salvato l'Unione e ciò lo vincolò, assicurandosi con determinazione e caparbietà il potere di continuare a governarla. È stato anche fatto notare che solo i suffragi di mezzo milione di afroamericani appena ammessi al voto diedero a Grant la garanzia di una maggioranza popolare; gli stessi con i quali si mise fortemente in contrasto negli anni immediatamente successivi, quando i repubblicani permisero il completo disaffrancamento nero negli ex Stati confederati, in quanto ebbero molti nuovi voti e soprattutto sicuri negli Stati appena costituiti negli Stati Uniti occidentali.

## Risultati
| Candidati             | Candidati               | Partiti              | Voti      | %     | Delegati |
| Presidente            | Vicepresidente          | Partiti              | Voti      | %     | Delegati |
| --------------------- | ----------------------- | -------------------- | --------- | ----- | -------- |
| Ulysses S. Grant (IL) | Schuyler Colfax (IN)    | Partito Repubblicano | 3 013 650 | 52,66 | 214      |
| Horatio Seymour (NY)  | Frank P. Blair Jr. (MO) | Partito Democratico  | 2 708 744 | 47,34 | 80       |
| Altri candidati       | -                       | -                    | 46        | 0,00  | –        |
| Totale                | Totale                  | Totale               | 5 722 440 | 100   | 294      |

- Fonti: voto popolare: Dave Leip's Atlas of U.S. Presidential Elections; voto del collegio elettorale: Electoral College Box Scores 1789–1996.
- Mississippi, Texas e Virginia non parteciparono a causa della Ricostruzione; nella Florida i grandi elettori vennero nominati dal legislatore statale.

## Risultati per Stato
| Stati vinti da Grant/Colfax                  |                 |                                 |                                 |                                 |                               |                               |                               |              |              |  |  |  |  |  |
| Stati vinti da H. Seymour/Frank P. Blair Jr. |                 |                                 |                                 |                                 |                               |                               |                               |              |              |  |  |  |  |  |
|                                              |                 | Ulysses S. Grant (Repubblicani) | Ulysses S. Grant (Repubblicani) | Ulysses S. Grant (Repubblicani) | Horatio Seymour (Democratici) | Horatio Seymour (Democratici) | Horatio Seymour (Democratici) | Totale Stati | Totale Stati |  |  |  |  |  |
| Stato federato                               | Voti elettorali | #                               | %                               | Voti elettorali                 | #                             | %                             | Voti elettorali               | #            |              |  |  |  |  |  |
| Alabama                                      | 8               | 76.667                          | 51,3                            | 8                               | 72.921                        | 48,7                          | –                             |              | 100          |  |  |  |  |  |
| Arkansas                                     | 5               | 22.112                          | 53,7                            | 5                               | 19.078                        | 46,3                          | –                             |              | 100          |  |  |  |  |  |
| California                                   | 5               | 54.588                          | 50,2                            | 5                               | 54.068                        | 49,8                          | –                             |              | 100          |  |  |  |  |  |
| Carolina del Nord                            | 9               | 96.939                          | 53,4                            | 9                               | 84.559                        | 46,6                          | –                             |              | 100          |  |  |  |  |  |
| Carolina del Sud                             | 6               | 62.301                          | 57,9                            | 6                               | 45.237                        | 42,1                          | –                             |              | 100          |  |  |  |  |  |
| Connecticut                                  | 6               | 50.789                          | 51,5                            | 6                               | 47.781                        | 48,5                          | –                             |              | 100          |  |  |  |  |  |
| Delaware                                     | 3               | 7.614                           | 41,0                            | –                               | 10.957                        | 59,0                          | 3                             |              | 100          |  |  |  |  |  |
| Florida                                      | 3               | senza voto popolare             | -                               | 3                               | -                             | -                             | –                             | -            | -            |  |  |  |  |  |
| Georgia                                      | 9               | 57.109                          | 35,7                            | –                               | 102.107                       | 64,3                          | 9                             |              | 100          |  |  |  |  |  |
| Illinois                                     | 16              | 250.304                         | 55,7                            | 16                              | 199.116                       | 44,3                          | –                             |              | 100          |  |  |  |  |  |
| Indiana                                      | 13              | 176.548                         | 51,4                            | 13                              | 166.980                       | 48,6                          | –                             |              | 100          |  |  |  |  |  |
| Iowa                                         | 8               | 120.339                         | 61,9                            | 8                               | 74.040                        | 38,1                          | –                             |              | 100          |  |  |  |  |  |
| Kansas                                       | 3               | 30.027                          | 68,8                            | 3                               | 13.600                        | 31,2                          | –                             |              | 100          |  |  |  |  |  |
| Kentucky                                     | 11              | 39.556                          | 25,5                            | –                               | 115.889                       | 74,5                          | 11                            |              | 100          |  |  |  |  |  |
| Louisiana                                    | 7               | 33.263                          | 29,3                            | –                               | 80.225                        | 70,7                          | 7                             |              | 100          |  |  |  |  |  |
| Maine                                        | 7               | 70.502                          | 62,4                            | 7                               | 42.460                        | 37,6                          | –                             |              | 100          |  |  |  |  |  |
| Maryland                                     | 7               | 30.438                          | 32,8                            | –                               | 62.357                        | 67,2                          | 7                             |              | 100          |  |  |  |  |  |
| Massachusetts                                | 12              | 136.379                         | 69,8                            | 12                              | 59.103                        | 30,2                          | –                             |              | 100          |  |  |  |  |  |
| Michigan                                     | 8               | 128.563                         | 57,0                            | 8                               | 97.069                        | 43,0                          | –                             |              | 100          |  |  |  |  |  |
| Minnesota                                    | 4               | 43.545                          | 60,8                            | 4                               | 28.075                        | 39,2                          | –                             |              | 100          |  |  |  |  |  |
| Mississippi                                  | non ricostruito | -                               | -                               | -                               | -                             | -                             | –                             | -            | -            |  |  |  |  |  |
| Missouri                                     | 11              | 86.860                          | 57,0                            | 11                              | 65.628                        | 43,0                          | –                             |              | 100          |  |  |  |  |  |
| Nebraska                                     | 3               | 9.772                           | 63,9                            | 3                               | 5.519                         | 36,1                          | –                             |              | 100          |  |  |  |  |  |
| Nevada                                       | 3               | 6.474                           | 55,4                            | 3                               | 5.215                         | 44,6                          | –                             |              | 100          |  |  |  |  |  |
| New Hampshire                                | 5               | 37.718                          | 55,2                            | 5                               | 30.575                        | 44,8                          | –                             |              | 100          |  |  |  |  |  |
| New Jersey                                   | 7               | 80.132                          | 49,1                            | –                               | 83.001                        | 50,9                          | 7                             |              | 100          |  |  |  |  |  |
| New York                                     | 33              | 419.888                         | 49,4                            | –                               | 429.883                       | 50,6                          | 33                            |              | 100          |  |  |  |  |  |
| Ohio                                         | 21              | 280.159                         | 54,0                            | 21                              | 238.506                       | 46,0                          | –                             |              | 100          |  |  |  |  |  |
| Oregon                                       | 3               | 10.961                          | 49,6                            | –                               | 11.125                        | 50,4                          | 3                             |              | 100          |  |  |  |  |  |
| Pennsylvania                                 | 26              | 342.280                         | 52,2                            | 26                              | 313.382                       | 47,8                          | –                             |              | 100          |  |  |  |  |  |
| Rhode Island                                 | 4               | 13.017                          | 66,7                            | 4                               | 6.494                         | 33,3                          | –                             |              | 100          |  |  |  |  |  |
| Tennessee                                    | 10              | 56.628                          | 68,4                            | 10                              | 26.129                        | 31,6                          | –                             |              | 100          |  |  |  |  |  |
| Texas                                        | non ricostruito | -                               | -                               | -                               | -                             | -                             | –                             | -            | -            |  |  |  |  |  |
| Vermont                                      | 5               | 44.173                          | 78,6                            | 5                               | 12.051                        | 21,4                          | –                             |              | 100          |  |  |  |  |  |
| Virginia                                     | non ricostruito | -                               | -                               | -                               | -                             | -                             | –                             | -            | -            |  |  |  |  |  |
| Virginia Occidentale                         | 5               | 29.015                          | 58,8                            | 5                               | 20.306                        | 41,2                          | –                             |              | 100          |  |  |  |  |  |
| Wisconsin                                    | 8               | 108.920                         | 56,3                            | 8                               | 84.708                        | 43,7                          | –                             |              | 100          |  |  |  |  |  |
| Stati Uniti:                                 | 294             | 3.013.421                       | 52,66                           | 214                             | 2.706.829                     | 47,34                         | 80                            | 5.720.250    | 100          |  |  |  |  |  |
|                                              |                 |                                 |                                 |                                 |                               |                               |                               |              |              |  |  |  |  |  |

## Geografia dei risultati

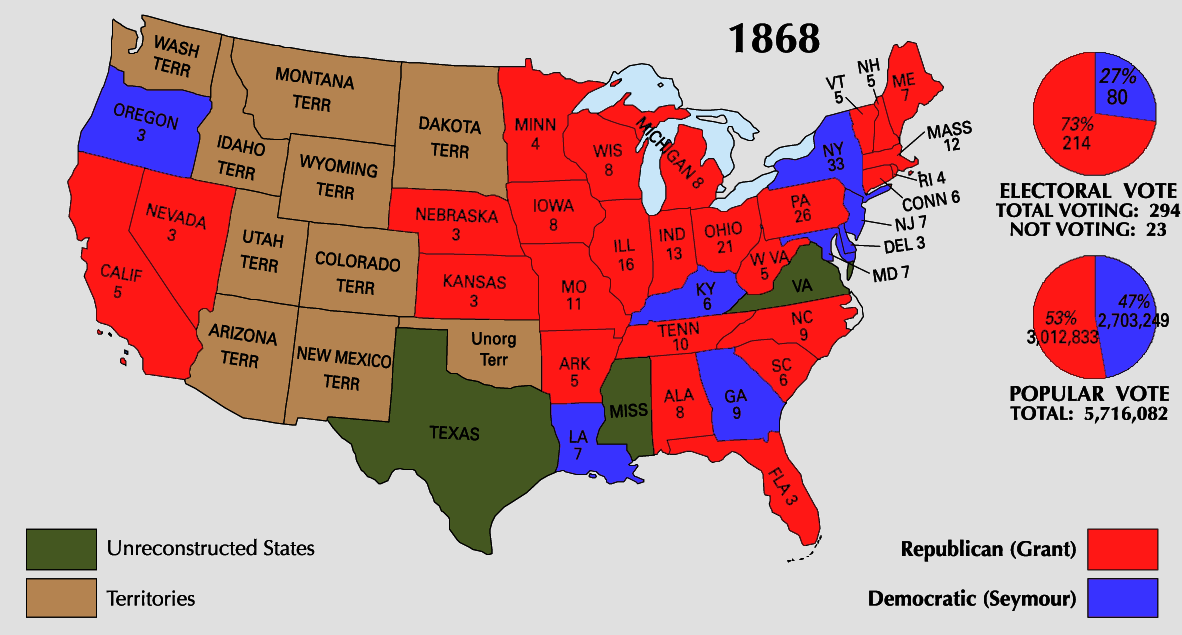
Voti delle elezioni presidenziali per Stato

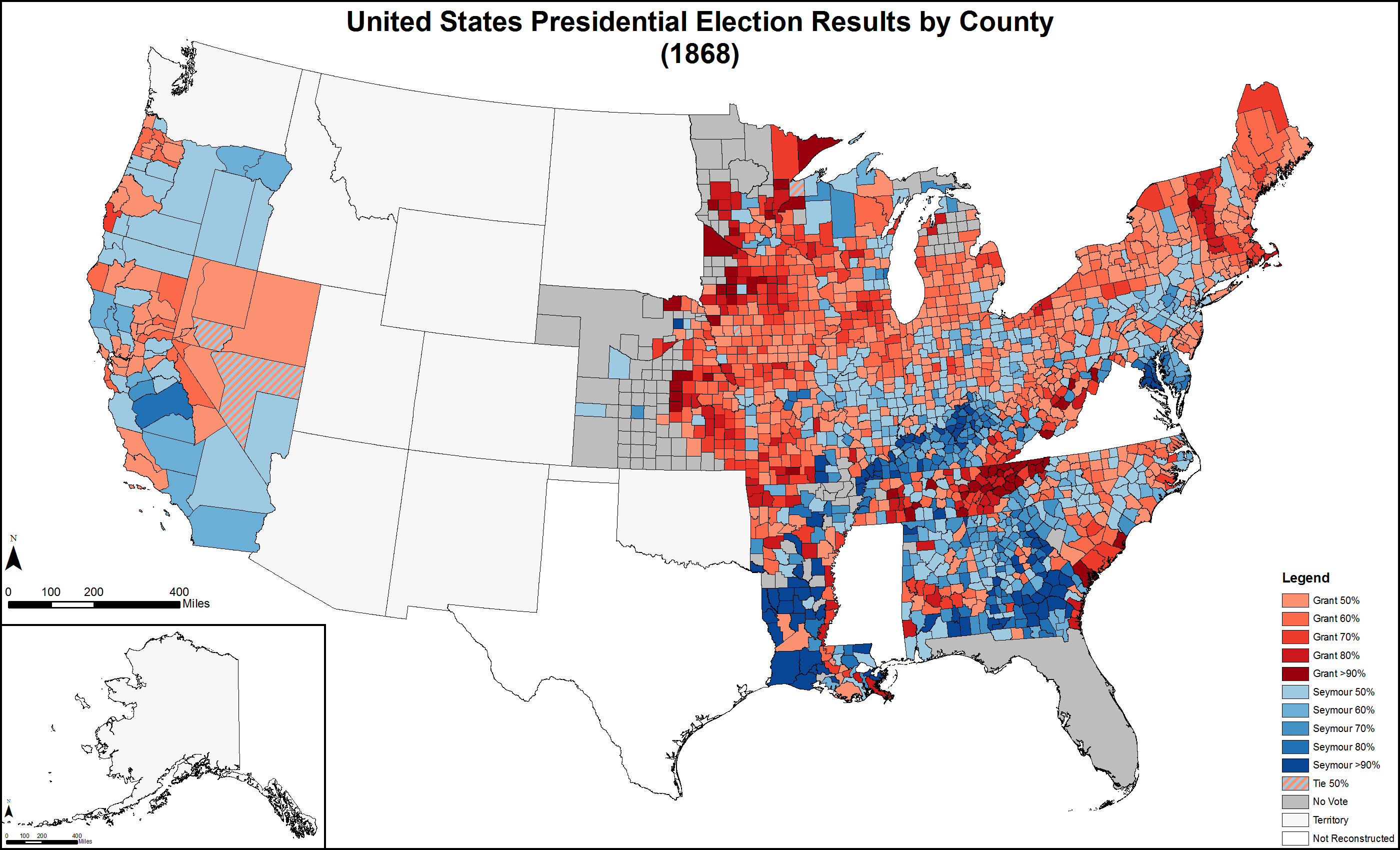
Mappa dei risultati per contea
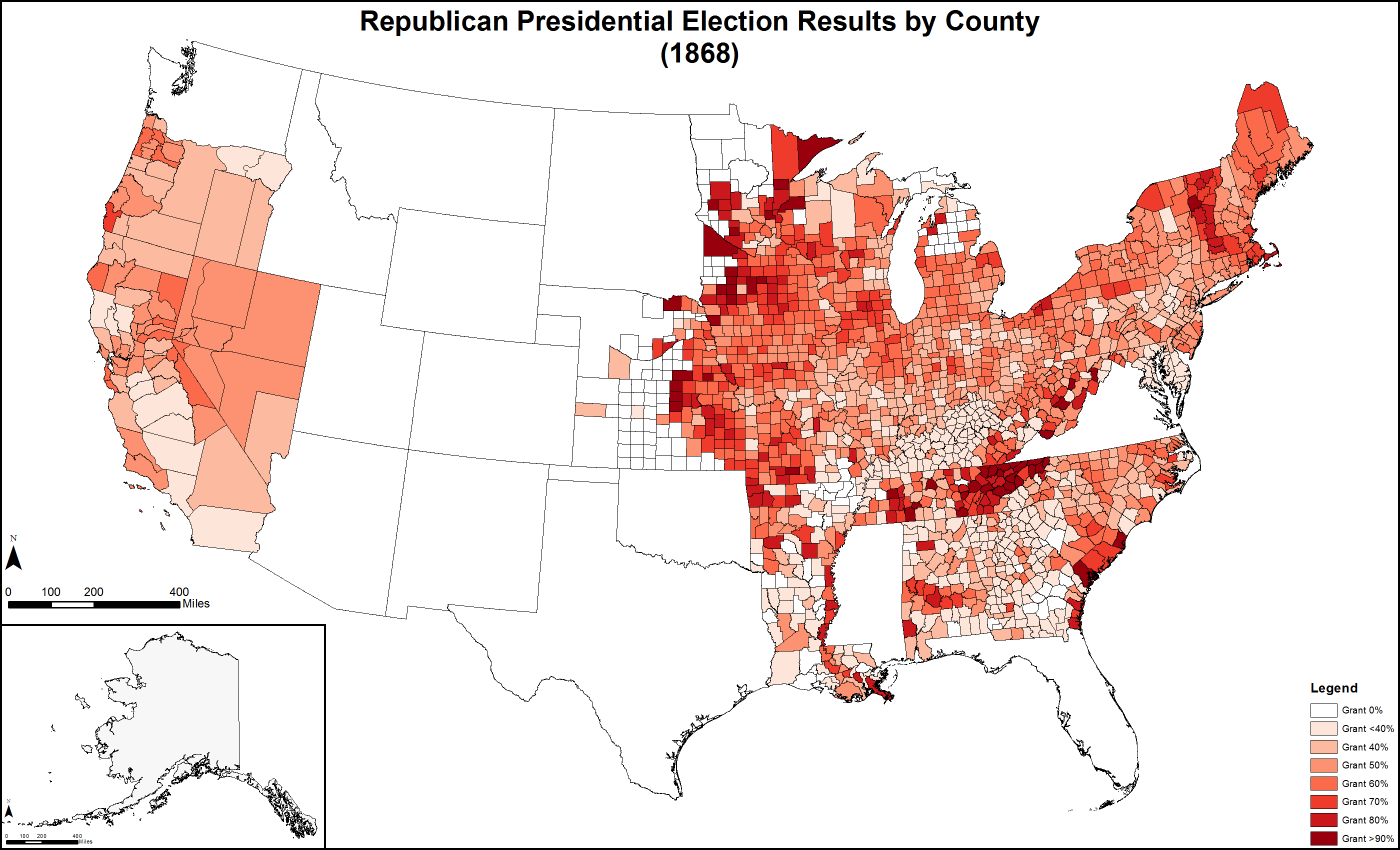
Mappa dei risultati repubblicani per contea
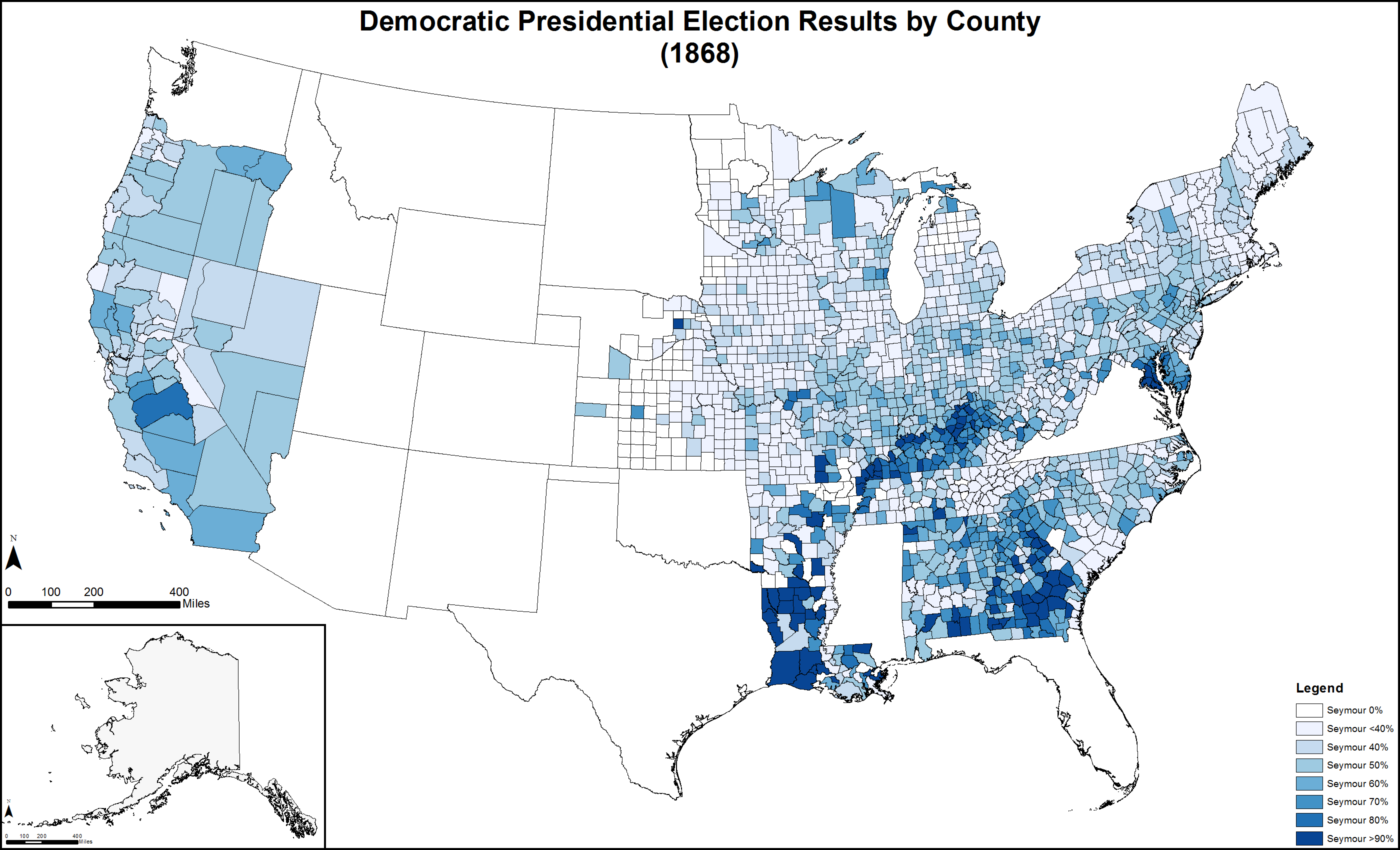
Mappa dei risultati democratici per contea
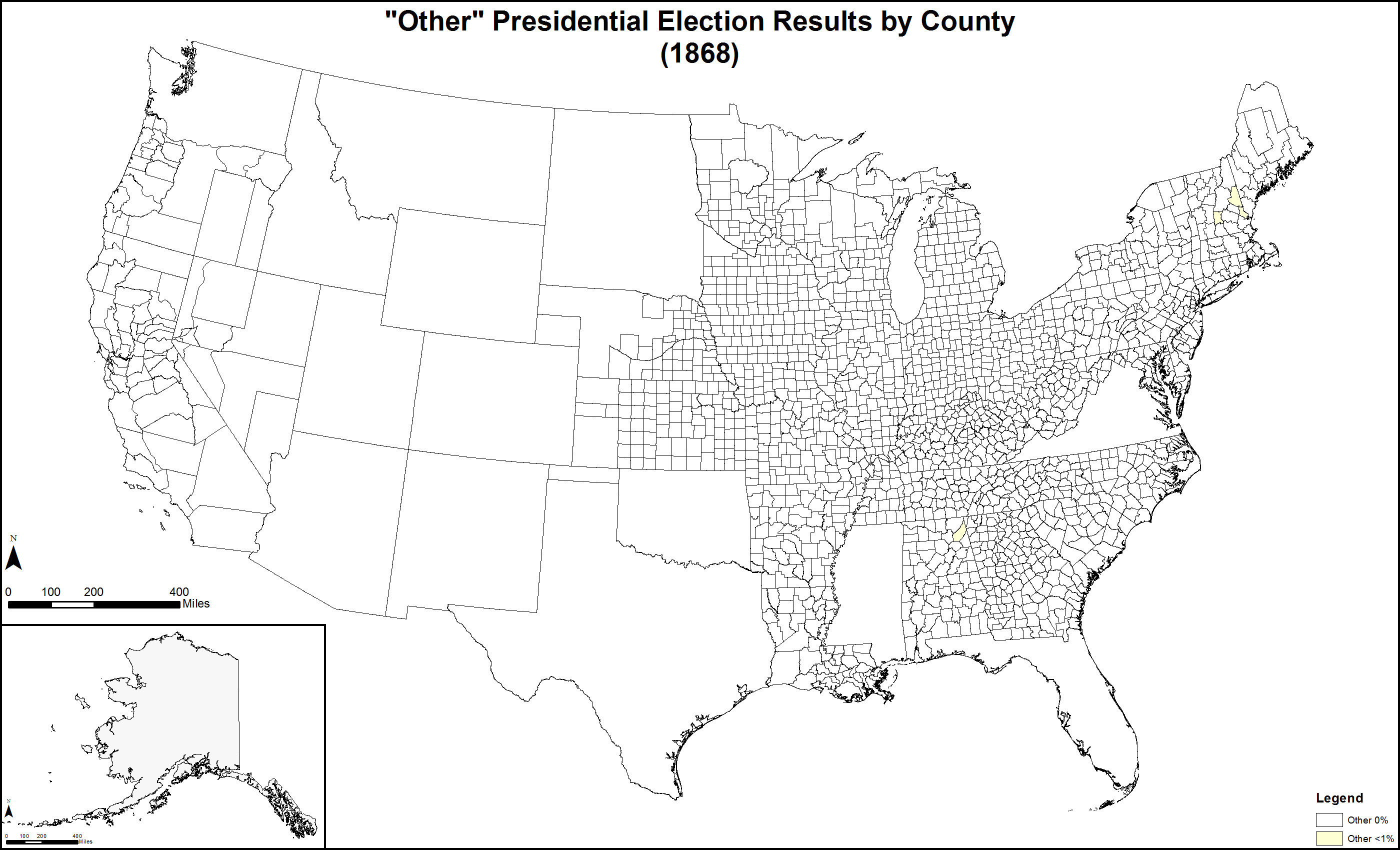
Mappa dei risultati "altri" per contea
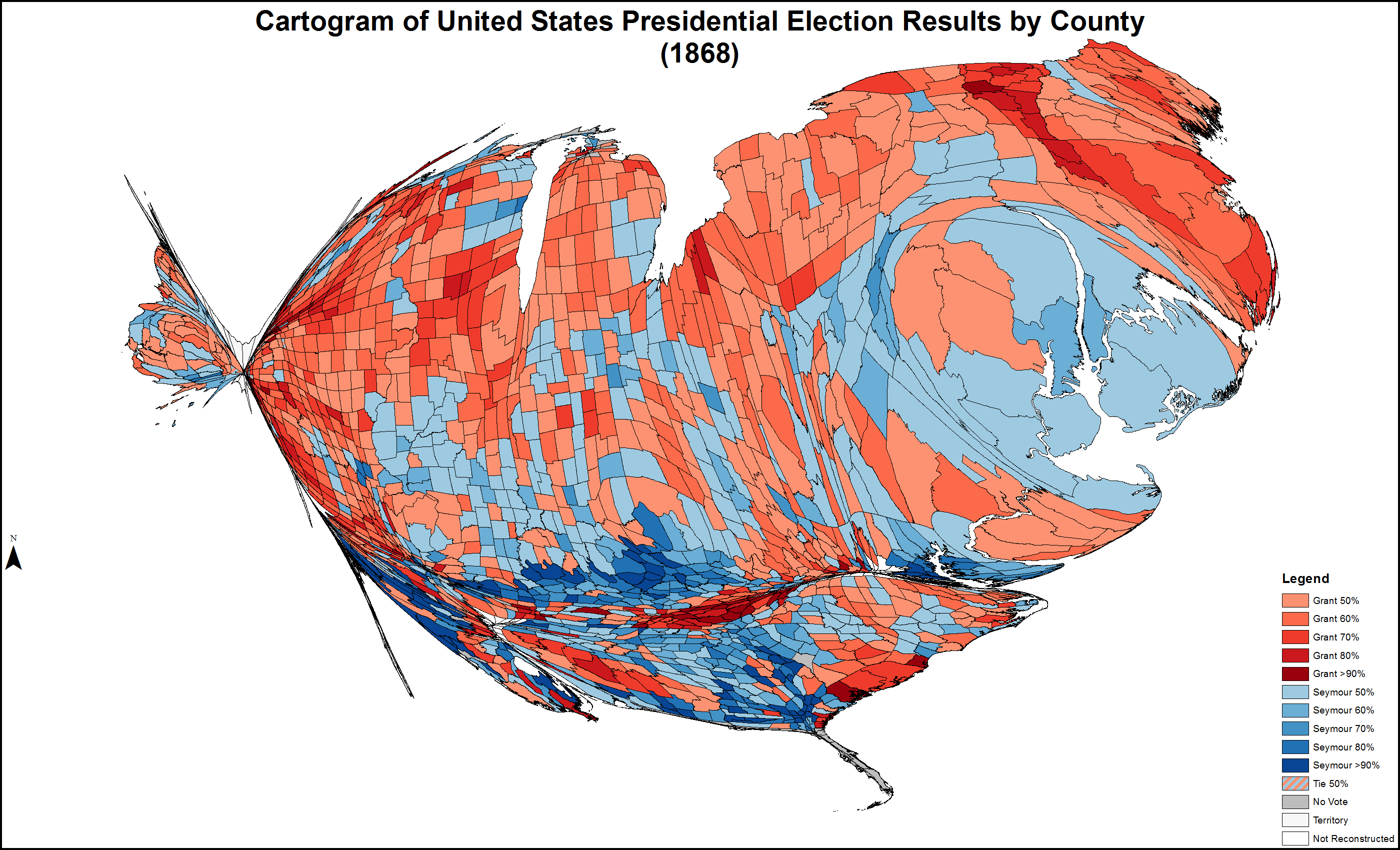
Cartogramma dei risultati per contea
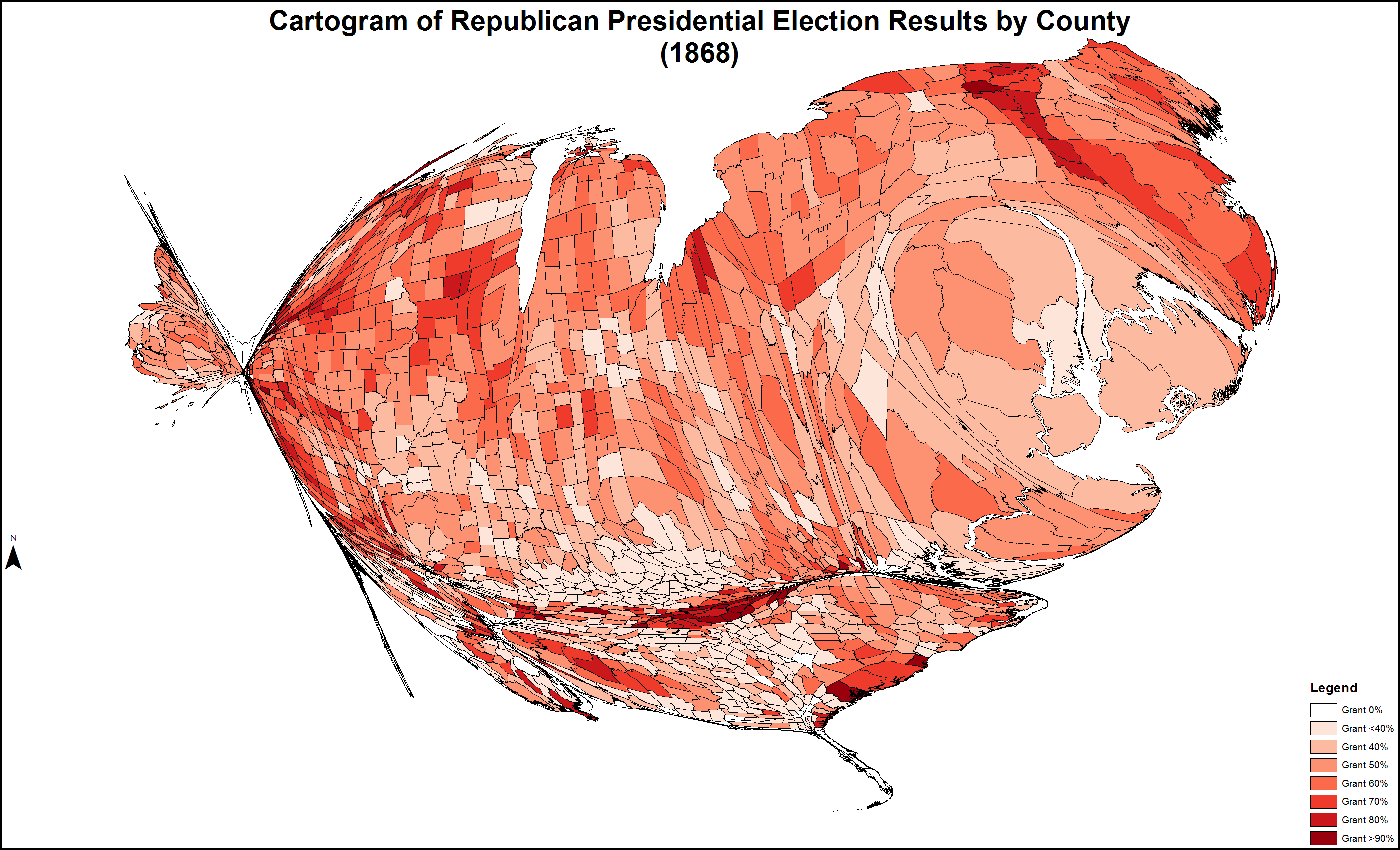
Cartogramma dei risultati repubblicani per contea
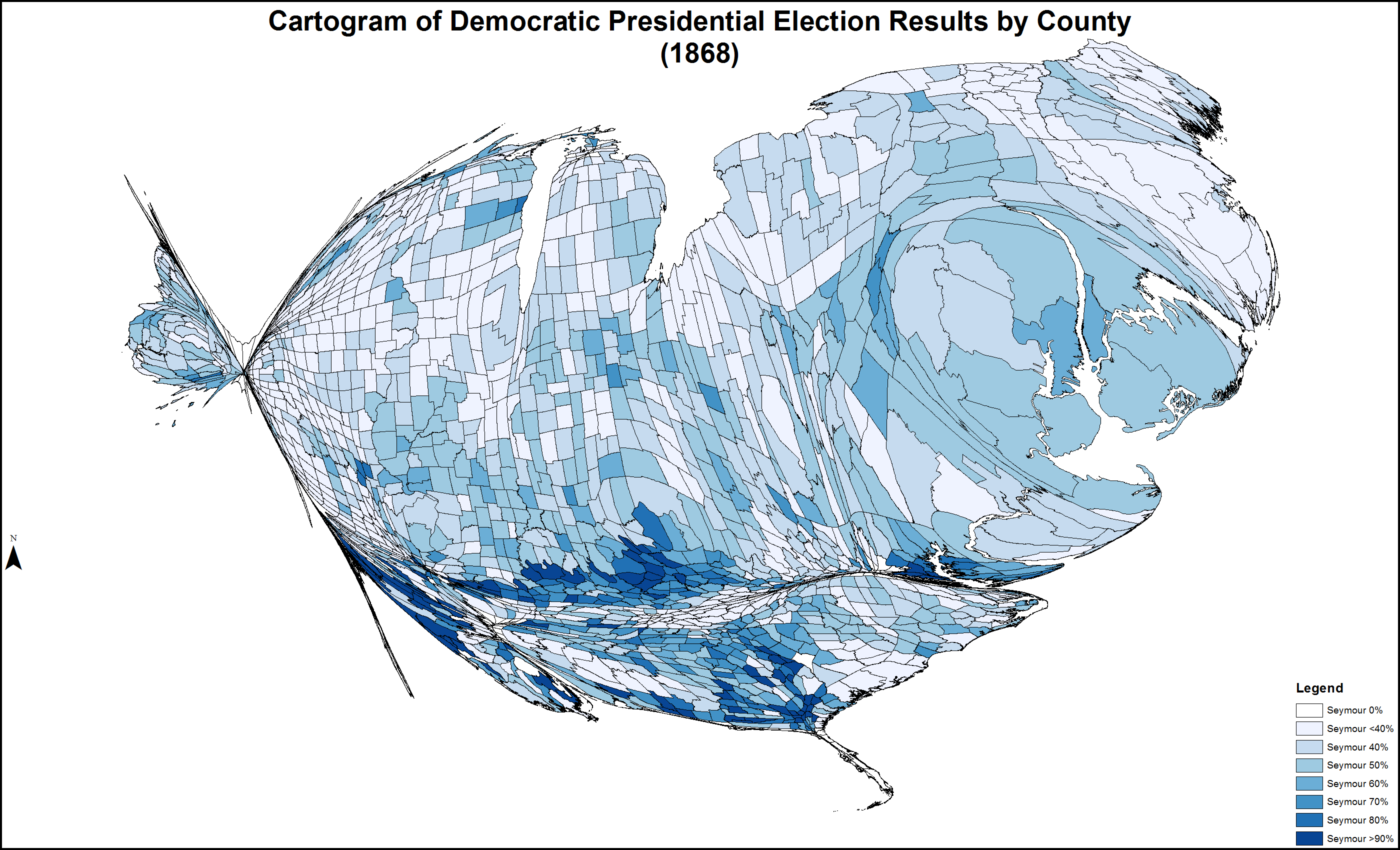
Cartogramma dei risultati democratici per contea
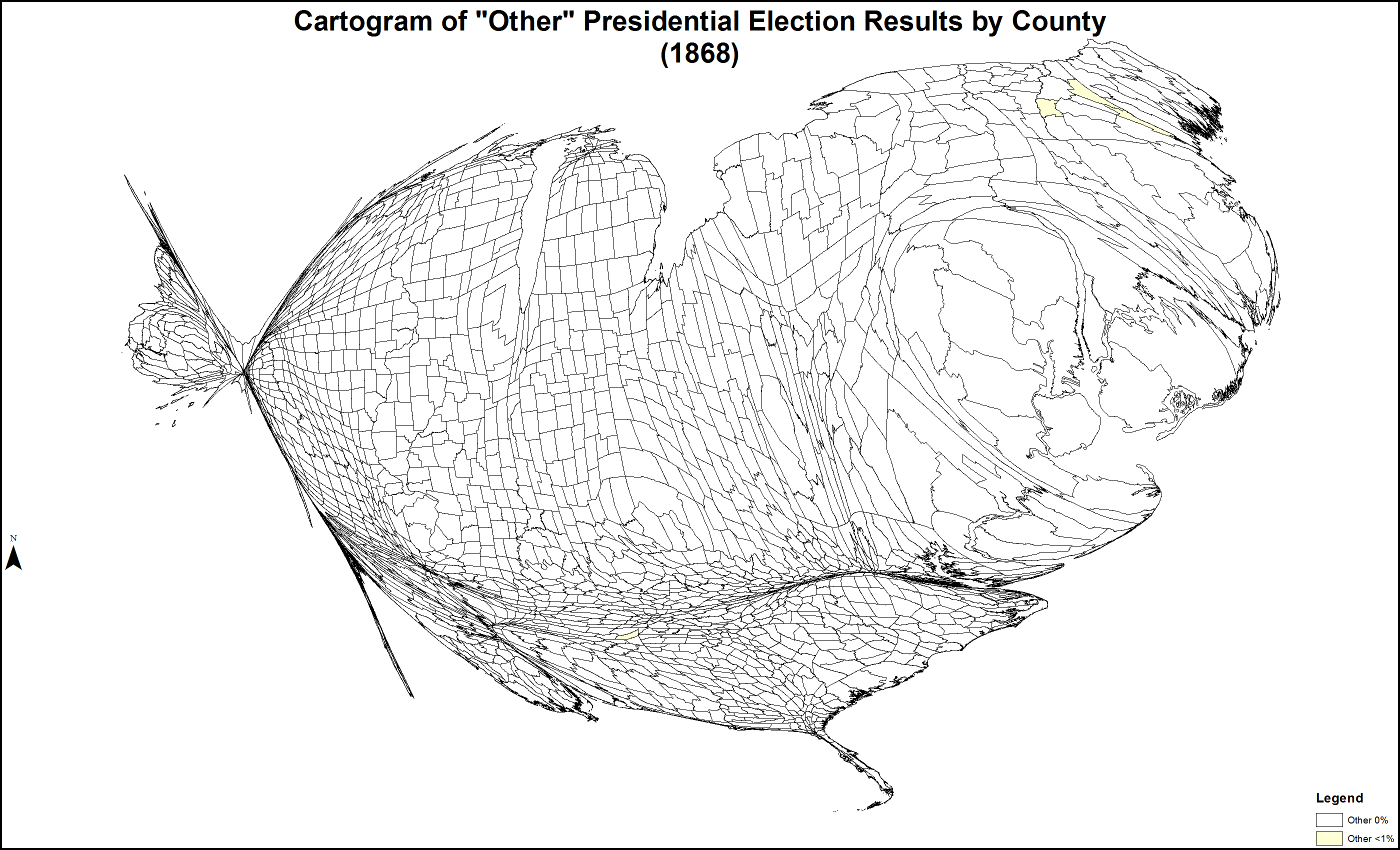
Cartogramma dei risultati "altri" per contea

## Statistiche
Grant vinse in 26 dei 34 Stati a disposizione - ottenendo così la larga maggioranza dei grandi elettori - ma il voto popolare fu assai più equilibrato: la differenza finale fu di 305.000 voti su un totale di quasi 6 milioni di votanti. Essenziale, affinché egli non fosse un presidente di minoranza, fu il voto dei 700.000 nuovi elettori afroamericani negli Stati del profondo Sud.
Contee con il più alto voto percentuale repubblicano:
1. Contea di Hancock (Tennessee) 100.00%
2. Contea di Monona (Iowa) 100.00%
3. Contea di Ottawa (Kansas) 100.00%
4. Contea di Jefferson (Nebraska) 100.00%
5. Contea di McDowell (Virginia Occidentale) 100.00%

Contee con il più alto voto percentuale repubblicano:
1. Parrocchia di St. Landry (Louisiana) 100.00%
2. Parrocchia di Lafayette (Louisiana) 100.00%
3. Parrocchia di Jackson (Louisiana) 100.00%
4. Parrocchia di De Soto (Louisiana) 100.00%
5. Parrocchia di Franklin (Louisiana) 100.00%

Contee con il più alto voto percentuale per altri.
1. Contea di DeKalb (Alabama) 0,70%
2. Contea di Sullivan (New Hampshire) 0,11%
3. Contea di Strafford (New Hampshire) 0,09%
4. Contea di Carroll (New Hampshire) 0,02%

Stati con i più stretti margini di vittoria (in rosso Grant, in blu Seymour):
- Inferiore all'1% (8 grandi elettori)

1. California 0,48%
2. Oregon 0,74%

- Inferiore al 5% (93 grandi elettori)

1. New York 1,18%
2. New Jersey 1,76%
3. Alabama 2,50%
4. Indiana 2,79%
5. Connecticut 2,98%
6. Pennsylvania 4,41%